# Birmania
Birmania o Myanmar, cuya denominación oficial es República de la Unión de Myanmar, es un Estado soberano del Sudeste Asiático. Limita con India y Bangladés al oeste, Tailandia y Laos al este, China al norte y noreste, y con la bahía de Bengala y el mar de Andamán al sur. Tiene 676 578 km² y una población de casi 60 millones de habitantes. Su ciudad más poblada es Rangún, la ex capital mudada desde 2005 a Naipyidó.
Los primeros indicios de una sociedad compleja en territorio birmano son los de la civilización pyu en el siglo II a. C., pero no es sino hasta el año 849 que aparece un estado unificado, el Reino de Pagan. Tras su independencia de Reino Unido en 1948, el país fue gobernado por una dictadura militar desde 1988 hasta 2011, periodo en el que solo se celebraron elecciones en dos ocasiones. En 1990 la Junta militar del SPDC perdió los comicios de manera abrumadora ante la Liga Nacional para la Democracia. Ante tales acontecimientos el gobierno ignoró los resultados. Como parte de un régimen de represión arrestó a líderes opositores. Después de diecisiete años, en 2007 la Junta militar se vio afectada por masivas protestas dirigidas por monjes budistas, que fueron reprimidas. Para las elecciones de 2010, la Liga Nacional para la Democracia fue ilegalizada y no pudo participar al no expulsar de sus filas a los presos políticos, como lo pedía la junta militar. Desde el golpe de Estado de febrero de 2021 el gobierno está encabezado por Min Aung Hlaing como líder del estado y por Myint Swe como presidente.
El país es rico en jade, gemas, petróleo, gas natural y otros recursos minerales. En 2013, su PIB (nominal) se situó en 56 700 millones de dólares estadounidenses y su PIB (PPA) en 221 500 millones. La brecha de ingresos en Birmania se encuentra entre las más amplias del mundo, ya que una gran proporción de la economía está controlada por partidarios del anterior gobierno militar. A partir de 2016, Birmania ocupa el puesto 145 de 188 países en desarrollo humano, según el índice de desarrollo humano.

## Etimología
El nombre oficial del estado es «República de la Unión de Myanmar» (ပြည်ထောင်စုသမ္မတ မြန်မာနိုင်ငံတော်, Pyidaunzu Thanmăda Myăma Nainngandaw). En los idiomas occidentales se lo conoce como Birmania, ambos nombres derivados de un mismo origen; el grupo étnico de los birmanos, siendo Myanmar la forma literaria de Birmania. El uso del nombre «Myanmar» es controvertido, tanto a nivel interno como externo, dado que fue impuesto por la Junta Militar que gobernó el país sin reconocimiento internacional; es por eso que hay países que se niegan a usarlo, en favor de la tradicional «Birmania».

## Historia

### Reinos

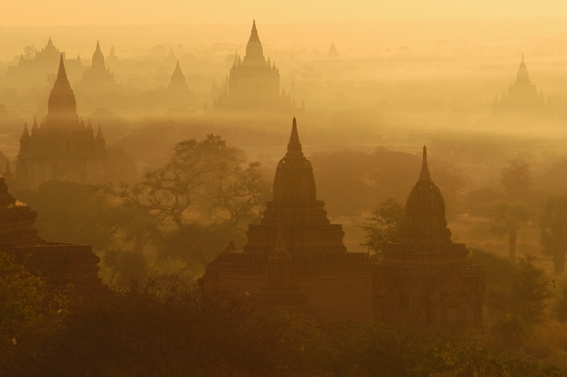
Bagan, antigua Pagan, capital de los reinos que conformarían Birmania

Desde el siglo II a. C. hasta el siglo XV d. C., los pegu, los ava, los mon y otros pueblos desaparecidos como los pyu se perpetuarían en dinastías y pueblos en guerras internas que abarcarían territorios más o menos unificados como el Reino de Pagan. Pero hasta la dinastía Toungoo (1531-1752) no se inició un proceso que conduciría a la unificación del país, pasando por otras dinastías que mantendrían la unión.
En 1519 ,los portugueses celebraron un tratado con el rey de Pegú, estableciendo factorías en Martaban y Siriam. Una tentativa portuguesa de emancipación fracasó en 1585, siendo destruida la ciudad de Ava. Pero en 1601 los peguanos son expulsados, y Ava es reedificada y elegida como capital del Imperio Unido.
A mediados del siglo XVI, el rey Tabinshwehti, de una provincia del sur, y su hijo lograron, con la ayuda de los portugueses, la reunificación del país. El reino de Pegu estuvo desde 1599 bajo la dirección del Imperio Portugués de Oriente.

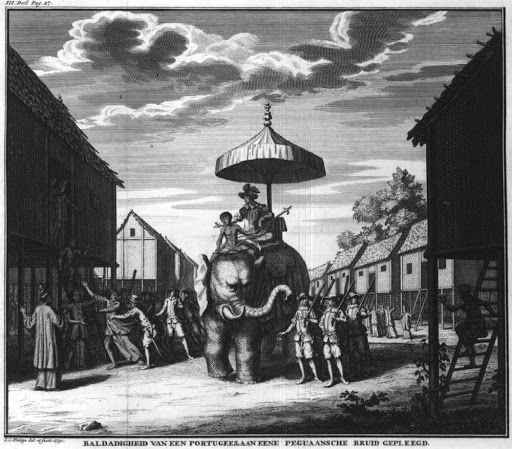
Gobernador portugués de Birmania en grabado del.

Ayutthaya se apoderó de Tenasserim y Lan Na, y los mercenarios portugueses establecieron el dominio portugués en Thanlyin (Siriam).
La dinastía se reagrupó y derrotó a los portugueses en 1613 y a Siam en 1614.
Un cazador de Mozzobo sublevó el país en 1753, y con el auxilio de los británicos, consiguió desterrar a los peguanos. Una vez proclamado rey con el nombre de Alaung-Phra, el antiguo cazador fundó Rangún y sumó a sus territorios Martaban, Tavoy y Tenasserim, muriendo poco después. El nuevo rey Bodau-Phra erigió su residencia en Amapura, ocupó Arakan y persiguió a los budistas. Con este rey Birmania llegó a un alto grado de esplendor. Durante el reinado de su nieto Phagydan, se eligió Ava de nuevo como capital.

### Colonia británica

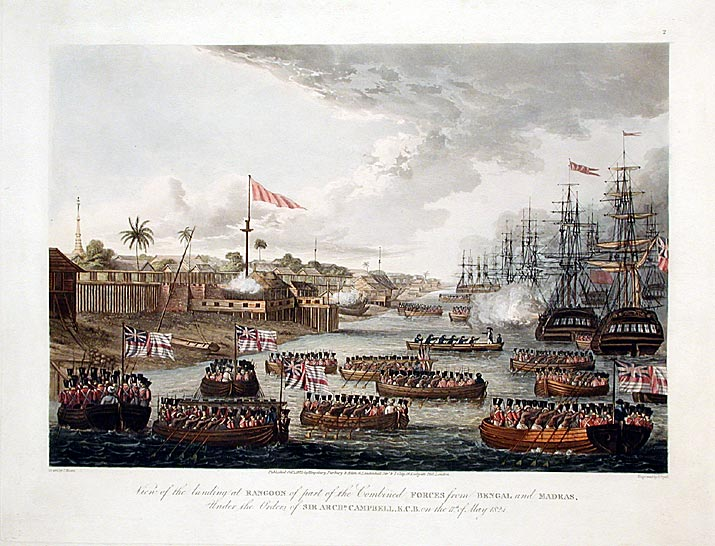
Primera guerra anglo-birmana

La primera guerra contra los británicos tuvo lugar en 1824. El general Campbell dominó Rangún, pero sus tropas sufrieron grandes bajas. La paz de 1826 cedió al Reino Unido las provincias de Arakan y Tenasserim. En 1851 el virrey birmano de Rangún, ante la opresión de los comerciantes británicos, rompió la paz. Sucesivamente Martaban, Rangún, Prome y Pegú fueron ocupadas por las tropas británicas. La provincia de Pegú, o Baja Birmania, fue incorporada al Imperio británico de la India británica, eliminando al rey Meng-dan-Meng. Un forzado tratado de comercio anglo-birmano aseguró a los británicos la libre navegación del río Irawadi.
Thibau, hijo y sucesor del rey derrocado, comenzó su reinado asesinando a todos los traidores de su familia. El enviado británico a la región, luego de sufrir varias humillaciones, fue despedido en el año 1879. De esta manera, el general Prendergast remontó el río Irawadi con una flota de guerra; conquistando los fuertes de Minhla, sitiando Ava y entrando finalmente en Mandalay. El rey Thibau se rindió y fue llevado a Madras, donde murió en la cárcel. En 1886 se anexionó definitivamente la Alta Birmania al Imperio británico de la India, nombrándose un jefe comisario. Diez años después el gobierno británico nombró para Birmania británica un gobernador.
Durante la Segunda Guerra Mundial Birmania fue ocupada por los japoneses, pero fue retomada por el Reino Unido en 1945. En 1948, el Reino Unido se vio obligado a conceder la independencia.

### República y Estado Socialista
En 1949 se produjo una sublevación comunista dominada por el Gobierno de U Nu. Desde 1962 se impuso un régimen militar encabezado por el general, Ne Win, que derrocó a U Nu. Tras aprobarse una nueva Constitución, que definió al país como república socialista en enero de 1974, dos meses después Ne Win fue elegido presidente y reelecto en marzo de 1978. Dimitió en junio de 1981 y fue sucedido por el general San Yun aunque siguió al frente del Partido del Programa Socialista de Birmania. En agosto de 1988 estalló una revuelta conocida como Levantamiento 8888, que reclamaba la apertura política del país, sin embargo acabó con la formación de una Junta militar con el general Saw Maung a la cabeza.

### Dictadura militar
En 1989, el gobierno militar fruto de un golpe de Estado en 1988, cambió el nombre del país por el de Unión de Myanmar. Este cambio fue y es rechazado por los opositores del gobierno, tanto dentro como fuera del país, quienes afirman que el gobierno no tenía la autoridad para dicho cambio. El título de Unión de Myanmar es reconocido por la ONU y por la Unión Europea, pero rechazado por algunos gobiernos.
En 1990 se llevaron a cabo elecciones libres por primera vez en casi treinta años, pero la amplia victoria de la LND, el partido de Aung San Suu Kyi fue anulada por los militares, los cuales se negaron a renunciar.

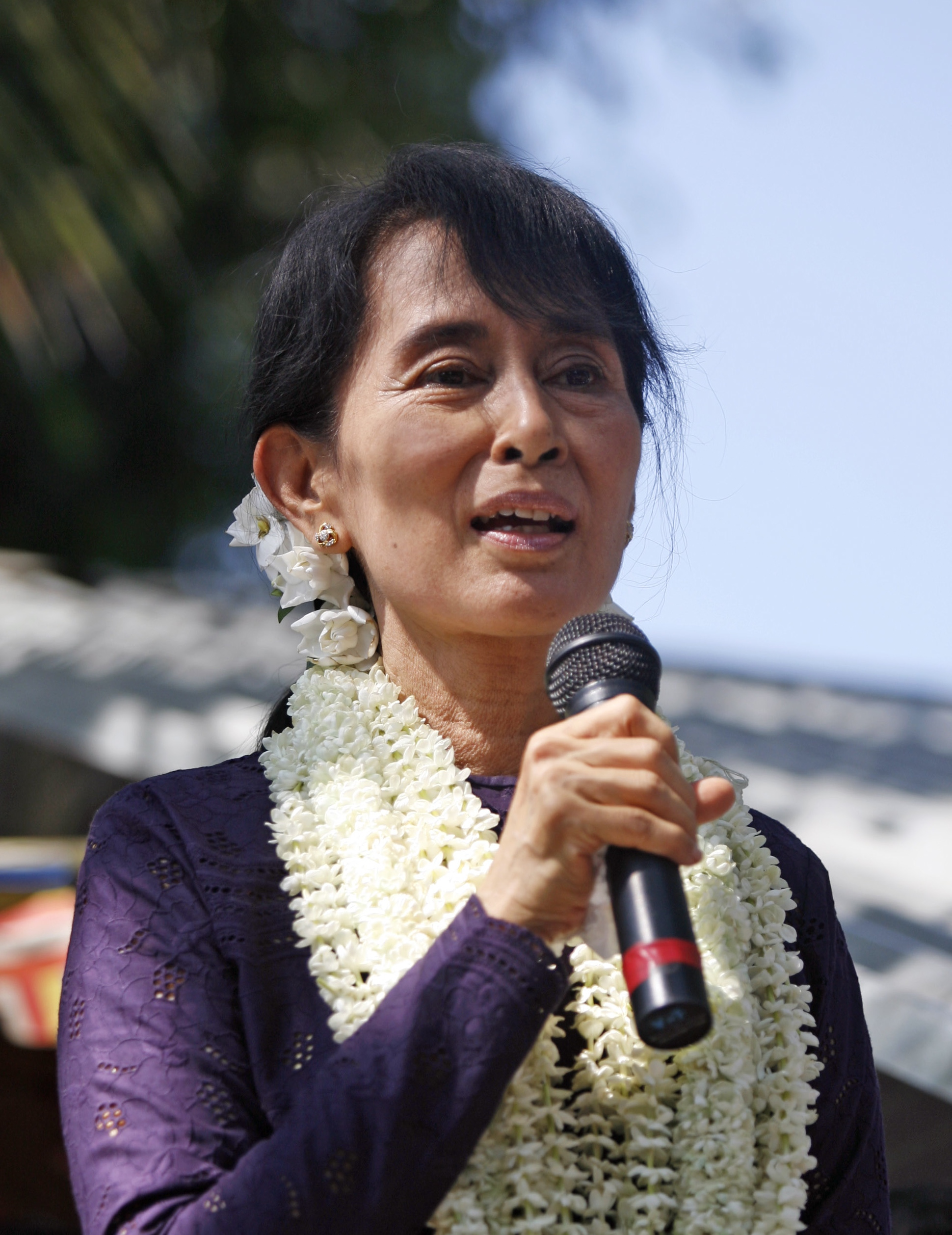
La política activista Aung San Suu Kyi recibió el Premio Nobel de la Paz en 1991 por su oposición a la dictadura militar birmana.

La importante minoría étnica karen fundó en 1947 la KNU cuyo brazo armado es el KNLA al mando de Saw Ba Thin desde 2000, partidario de negociar, la guerrilla cuenta con 7000 miembros. El KNU-KNLA no está involucrado en el tráfico de drogas como muchos otros grupos rebeldes y están dispuestos a abandonar las armas si el gobierno les da garantías políticas y obtienen beneficios políticos de la explotación de gas en su territorio.
Una de las figuras principales de la historia birmana del siglo XX fue el general Aung San. Su hija Aung San Suu Kyi fue premio Nobel de la Paz de 1991, convirtiéndose en icono de la democracia, la paz mundial y la libertad. La tercera figura de Birmania más reconocida del mundo es U Thant, que ocupó el cargo de secretario general de las Naciones Unidas durante dos períodos. Birmania sufrió también el terremoto del océano Índico de 2004.
En la actualidad,[¿cuándo?] ocurren numerosos enfrentamientos entre las minorías étnicas dentro del propio país y los habitantes aún viven en la pobreza y la represión. Los militares violan, esclavizan, torturan y matan impunemente, a veces solo por cantar canciones prohibidas. La represión militar se centra mayoritariamente en las minorías étnicas, como los karen.
El gobierno de Birmania ignora completamente las reclamaciones de los países vecinos, que piden abrir un proceso de democratización. Estados Unidos también reclama este proceso ante el Consejo de Seguridad de las Naciones Unidas. Esta organización solicitó en numerosas ocasiones a las autoridades militares que liberaran a Aung San Suu Kyi, que permanecía detenida bajo arresto domiciliario y en estricta custodia desde 1996. Finalmente fue liberada el 13 de noviembre de 2010. Fue recibida en la puerta de su domicilio por unas 3000 personas. Suu Kyi había pasado quince de los últimos veintiún años encarcelada o privada de libertad, bien en prisión, bien en arresto domiciliario.
Desde el 9 de junio de 2011, la ofensiva del gobierno contra el Ejército Kachin para la Independencia ha provocado miles de desplazados y muertos. El Conflicto en Kachin fue el conflicto más grande en Birmania durante 2012.

### Manifestaciones de 2007

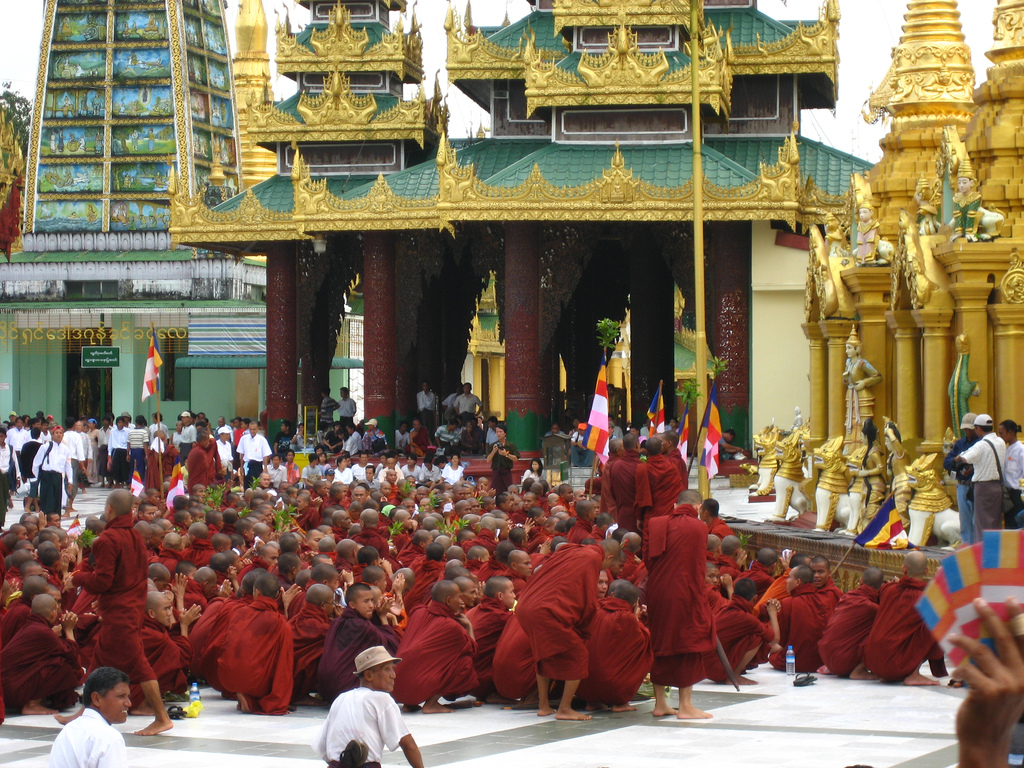
Protestas de monjes en Rangún

El 15 de agosto de 2007, el gobierno tomó la decisión de aumentar considerablemente los precios de los combustibles y con ello los costos de transporte, ante lo cual se sucedieron las protestas de sectores opositores al régimen. La represión ejercida sobre un grupo de monjes budistas que habían apoyado estas primeras reivindicaciones, provocó la movilización en masa de los monjes birmanos, que protestaron de forma pacífica en contra de la Junta militar en demanda de cambios políticos y sociales.
Desde el 23 de septiembre de 2007, al menos 20 000 personas, 10 000 monjes budistas y otra misma cantidad de simpatizantes, se congregaron en las calles de Rangún para manifestarse a favor de la democracia. Asimismo, brindaron su apoyo a Aung San Suu Kyi, destacada líder de la oposición al régimen militar que, sometida a un estricto arresto domiciliario, apareció en público por primera vez en cuatro años.
Desde entonces, se han sucedido las presiones internacionales que exigen libertades y transparencia informativa. El 29 de septiembre altos cargos de la Junta Militar recibieron a Ibrahim Gambari, enviado especial de la ONU. Gambari tuvo también ocasión de reunirse con la líder de la oposición Aung San Suu Kyi.
La prensa oficialista dijo que los incidentes eran «comparables con los hechos de 1988». «Todos los que eran susceptibles de encabezar las marchas fueron detenidos. Los generales tienen miedo de que se conviertan en protestas de mayor envergadura, como en 1988», declaró un especialista sobre Birmania, Win Min. El día 27 de septiembre las autoridades dieron un tiempo de 10 minutos para disolver manifestaciones que se llevaban a cabo en el centro de la ciudad de Rangún, al terminar el plazo e abrió fuego contra los manifestantes lo que incrementó las estimaciones de fallecidos en las protestas hasta ese día las cuales fluctúan entre 9 y 15 personas incluyendo un fotógrafo de nacionalidad japonesa de 50 años de edad identificado como Kenji Nagai. También se cree que murió un fotógrafo alemán mientras intentaba pasar una barrera policial cerca de la pagoda Sule.
La Junta militar prohibió tomar fotos de las protestas; sin embargo, ante la falta de periodistas extranjeros, Internet ha sido un cauce fundamental en la transmisión de información hacia el exterior. El 28 de septiembre fue restringido el acceso a Internet en todo el país, aunque debido a las presiones internacionales fue restaurado a los pocos días.
Con el paso de las semanas, las manifestaciones fueron en disminución y a mediados de octubre el gobierno militar fue retomando el control de la situación. Asociaciones en favor de los derechos humanos han denunciado en repetidas ocasiones la represión ejercida por la Junta militar, que ha realizado detenciones a opositores al régimen y participantes en las manifestaciones pacíficas.
Como consecuencia de estos acontecimientos parte de la comunidad internacional (Estados Unidos y la Unión Europea, entre otros) impuso algunas sanciones económicas contra el régimen militar, que siguió contando con el respaldo de estados vecinos, principalmente China.
Por otra parte, la Junta militar anunció que se redactaría una nueva Constitución, como parte de un "plan hacia la democracia" que supuestamente debería desembocar en la celebración de elecciones libres. Representantes de Naciones Unidas expresaron cierto escepticismo ante este proceso en el que no participarían, al parecer, representantes de la oposición.

### El ciclón Nargis y la nueva Constitución

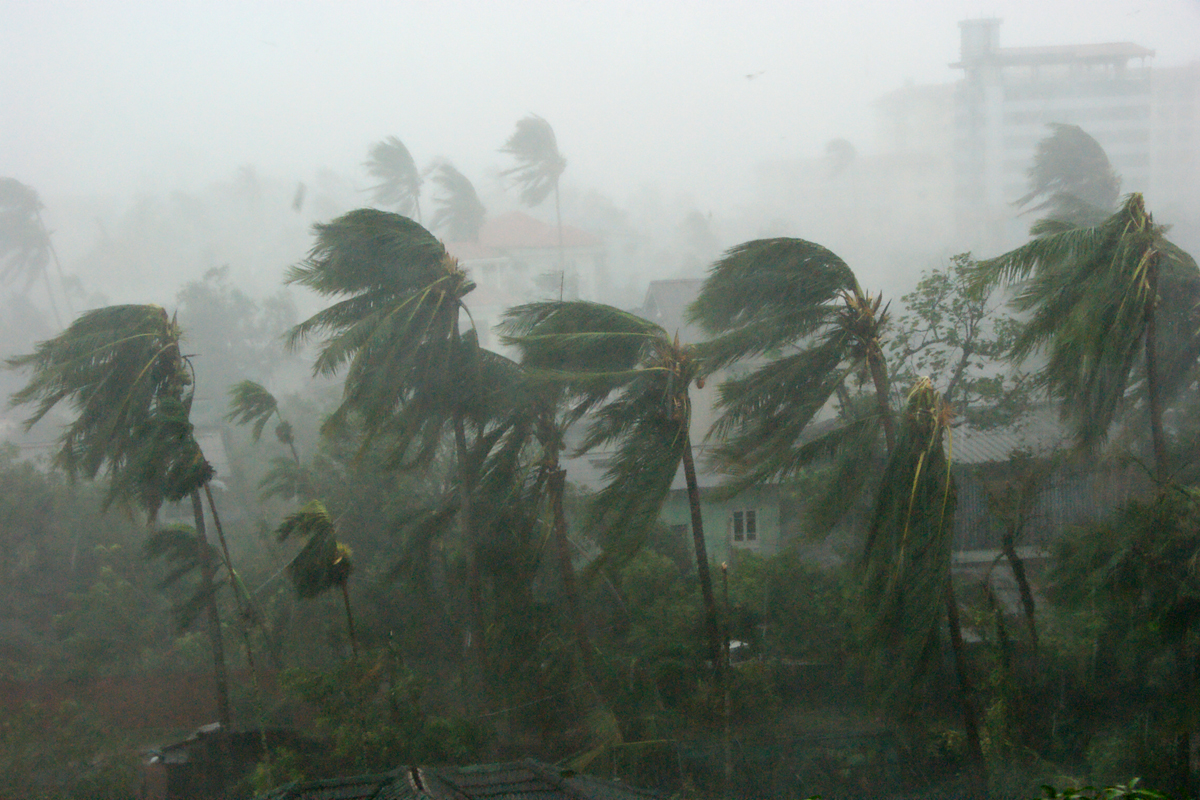
El ciclón Nargis devastó el sur del país en mayo de 2008.

El 2 de mayo de 2008 un ciclón de grandes proporciones azotó la costa sur del país y causó 28 458 muertos, 33 019 heridos y 33 416 desaparecidos, según datos oficiales, sin embargo, algunas organizaciones no gubernamentales (incluidas dependientes de la ONU) estiman que habría más de 100 000 víctimas y dos millones de desplazados.
Las autoridades gubernamentales no permitieron la entrada en el país de especialistas extranjeros enviados para coordinar la distribución de la ayuda humanitaria enviada por diferentes gobiernos, a la vez que decomisaron cuatro remesas de asistencia que fueron finalmente entregadas a la población civil en cajas que llevaron impresas las figuras de la cúpula militar que dirige el país. Además, buena parte de la ayuda fue vendida en el mercado negro.
En febrero de 2008 la Junta militar había hecho el anuncio de la celebración de un referéndum constitucional en mayo de ese mismo 2008 y de la celebración de elecciones generales en 2010 como parte de su Hoja de ruta hacia la democracia. A pesar de la catástrofe que supuso el Nargis la Junta Militar decidió seguir adelante con su plan para aprobar la nueva Constitución. Tenían planeado hacer un referéndum constitucional el día 10 de mayo y así lo hicieron, aunque lo aplazaron hasta el día 24 en las zonas dañadas por el ciclón. El día 15 de mayo publicaron los resultados de la primera parte del referéndum con unos resultados abrumadores: una participación superior al 99 % y un apoyo del 92,4 %. Tanto la oposición como la comunidad internacional denunciaron el fraude masivo. La nueva Constitución establece, entre otras, que el 25% de los escaños del Parlamento que saliera de las próximas elecciones serán para los militares, para que puedan custodiar el mismo. Además, prohíbe presentarse como candidato a todo aquel que tenga relaciones con el extranjero, lo que de manera efectiva impide que Aung San Suu Kyi se presente como candidata a la presidencia, pues es viuda y madre de británicos.
El 21 de noviembre de 2008 el comediante U Maung Thura fue sentenciado a 45 años de prisión por criticar la gestión por parte del gobierno durante la catástrofe.

### Elecciones legislativas de 2010

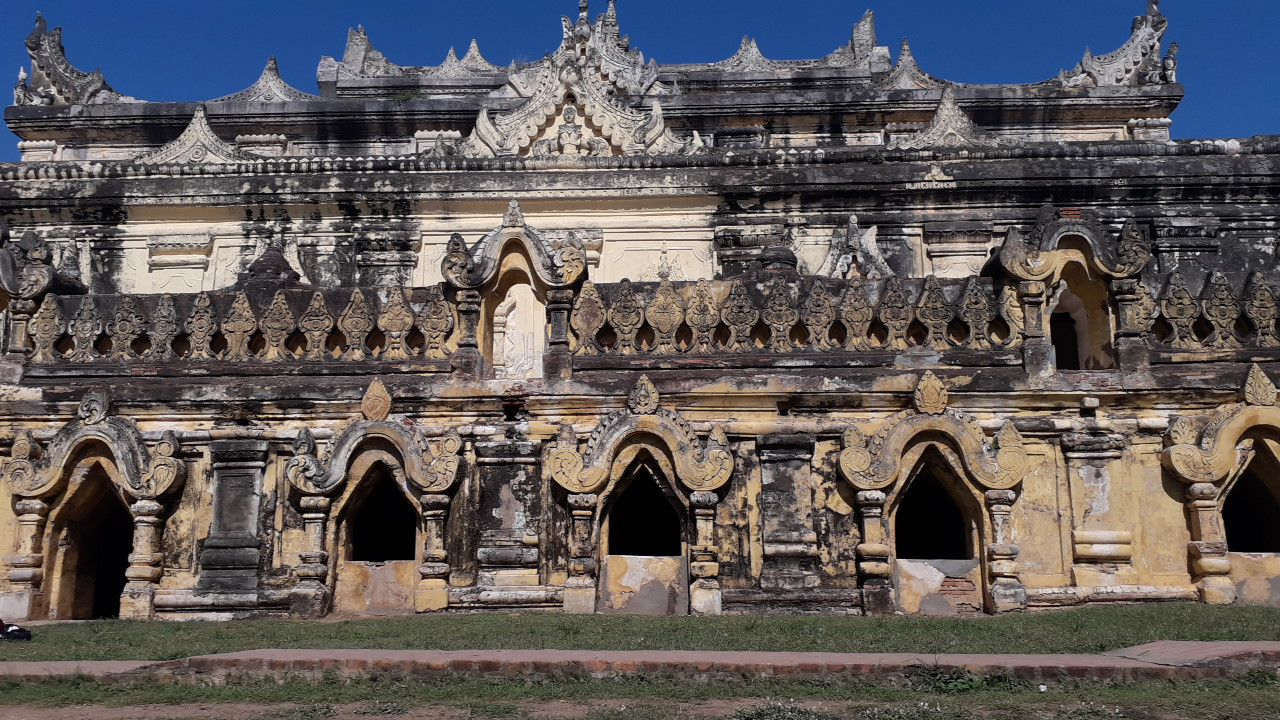
Monasterio de Innwa

En conformidad con su plan, el 10 de marzo de 2010 se publicaron las Leyes Electorales. Además, el día 11 de marzo publicaron otra Ley que anuló los resultados de los comicios de 1990. Estas leyes exigían a los partidos inscribirse en un nuevo registro de partidos; además les exigían que entre sus filas no hubiese personas que estuvieran o hubieran estado presas, lo que de manera efectiva obligaba a la Liga Nacional para la Democracia a expulsar de sus filas a todos los presos políticos, incluida Aung San Suu Kyi. La Liga Nacional para la Democracia se negó a aceptar estas normas, no se inscribió, y pasó a ser un partido clandestino y a no poder presentarse a estas elecciones.
A pesar de todo el 13 de agosto de 2010 la Junta estableció públicamente al 7 de noviembre como la fecha para las elecciones legislativas, las primeras en veinte años.
De acuerdo con resultados preliminares de que informaron miembros del gobierno, el Partido de la Unión, la Solidaridad y el Desarrollo, apoyado por la Junta militar en el poder, obtuvo alrededor del 80 % de los escaños, mientras que la participación habría rondado el 70%.
Los comicios fueron considerados fraudulentos y no libres por la oposición política interna. El presidente estadounidense Barack Obama declaró que las elecciones no fueron «ni libres ni justas» mientras que varios gobernantes y organizaciones extranjeras se han pronunciado de forma semejante.

### Guerra Civil

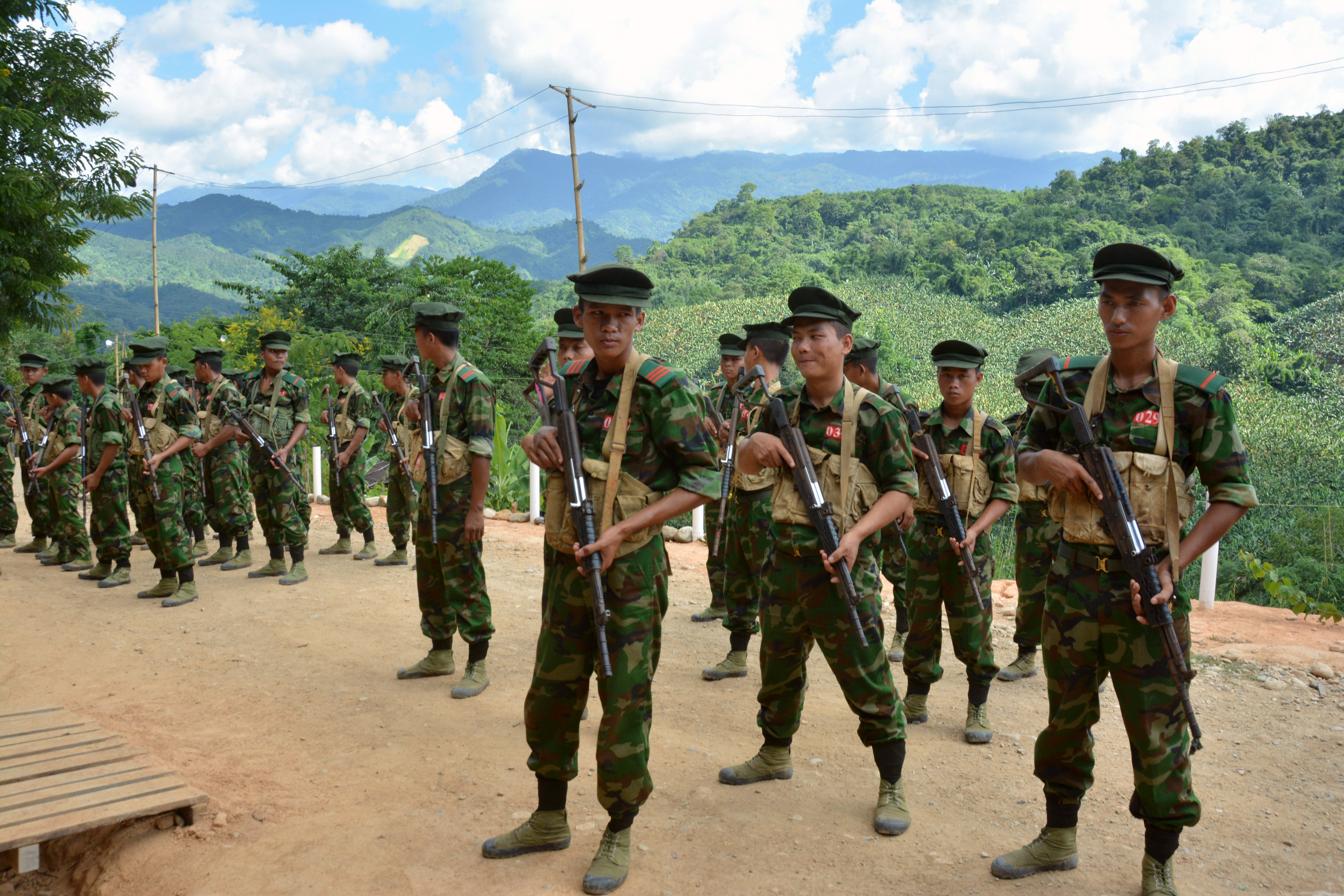
Cadetes del Ejército Independentista de Kachin en Laiza

Las guerras civiles han sido una constante del panorama sociopolítico de Birmania desde que consiguieron la independencia en 1948. Estas guerras han buscado predominantemente la autonomía étnica y subnacional, siendo las áreas circundantes a los distritos centrales del país poblados por los birmanos el principal emplazamiento geográfico de enfrentamiento. La causa del conflicto es principalmente sobre derechos de minorías que constituyen aproximadamente 35 % de la población y su representación en el gobierno y la economía que es en gran parte controlada por empresas estatales. Los periodistas y los visitantes extranjeros necesitan un permiso de viaje especial para llegar a las zonas en las que continúan las guerras civiles birmanas. En octubre del 2012, los conflictos en Birmania incluían el conflicto en Kachin, entre el Ejército Kachin para la Independencia (KIA) y el gobierno birmano; una guerra civil entre los musulmanes rohinyá y el gobierno y los grupos no gubernamentales en el estado de Rakáin; y un conflicto entre las minorías de los shan, los Lahu y los Karen y el gobierno en la mitad este del país.
Los batallones de violadores son grupos de soldados birmanos, en ocasiones de alto rango, dedicados a la violación sistemática y selectiva de mujeres y niñas de la minoría étnica shan, que vive en la frontera entre Birmania y Tailandia. Estos escuadrones fueron creados con la intención de aterrar, desmoralizar, reprimir y controlar a este grupo étnico y, en última instancia, conseguir su exilio hacia Tailandia.
Según una denuncia del ACNUR del 23 de mayo de 2006, su modus operandi consiste en hacer una visita a las poblaciones birmanas reclutando a muchachas que son obligadas a desfilar, secuestradas de sus hogares y violadas cada noche hasta que los soldados cansados de ellas deciden asesinarlas a sangre fría.
Según una denuncia en el periódico The Boston Globe (junio de 2005):

Se viola en grupo a mujeres con siete meses de embarazo. Se obliga a niñas a realizar trabajos forzados durante el día y se las viola por la noche durante meses enteros. Se viola a madres e hijas juntas. Se viola a niñas de hasta 4 años de edad.

Estos hechos fueron documentados y dados a conocer por Charm Tong, exiliada birmana en Tailandia desde los seis años de edad.
Desde 2017 durante la campaña de limpieza étnica contra la etnia musulmana rohinyá, las fuerzas armadas de Birmania aplicaron la violación sexual como método de represión contra las mujeres musulmanas rohinyás.
Un conflicto ampliamente divulgado fueron los disturbios en el estado de Rakáin de 2012, una serie de enfrentamientos en los que se vieron implicados principalmente los budistas y los musulmanes rohinyá en el norteño estado de Rakáin. Se estima que 90 000 personas fueron desplazadas como consecuencia de los disturbios. y que también se saldaron con la muerte de 60 soldados birmanos.
El gobierno de Birmania había identificado previamente a los rohinyá como un grupo de migrantes ilegales; sin embargo, este grupo étnico ha vivido en la actual Birmania desde hace muchos siglos.
En 2007 el profesor universitario alemán Bassam Tibi sugirió que el conflicto de los rohinyá podría estar motivado por una agenda política islamista con el objetivo de imponer leyes religiosas, aunque también han sido propuestas causas no religiosas tales como el resentimiento persistente como consecuencia de la violencia ejercida durante la ocupación japonesa de Birmania durante la Segunda Guerra Mundial, en la cual los ingleses se aliaron con los rohinyá y lucharon contra el gobierno títere del estado de Birmania (compuesto en su mayor parte por japoneses birmanos) que ayudó a establecer la organización militar del Tatmadaw que permanece en el poder a fecha de marzo de 2013.
Un enviado de la ONU informó de que en marzo de 2013 la agitación había vuelto a emerger entre los budistas de Birmania y las comunidades musulmanas, extendiéndose la violencia por las localidades más próximas a Rangún. El canal de noticias de la BBC obtuvo un video de un hombre con graves quemaduras que no recibió asistencia por parte de los transeúntes ni de los policías incluso dándose la situación de estar este tumbado en el suelo en un lugar público. El video fue filmado por miembros del cuerpo policial birmano en la localidad de Meiktila y fue usado como evidencia de que los budistas continuaban matando musulmanes tras las sanciones impuestas por la Unión Europea el 23 de abril de 2013.

### Elecciones de 2020 y golpe de Estado de 2021
La LND ganó las elecciones generales de Birmania de 2020 el 8 de noviembre de manera aplastante, ganando nuevamente supermayorías en ambas cámaras. El ejército alegó fraude y amenazó con «tomar medidas».
En la noche del 1 de febrero de 2021, el día en que se convocó al parlamento, el Tatmadaw, el ejército de Birmania, arrestó a la Consejera de Estado Aung San Suu Kyi y a otros miembros del partido gobernante. Los militares entregaron el poder al jefe militar Min Aung Hlaing y declararon el estado de emergencia por un año.

### Terremoto de 2025
El 28 de marzo de 2025, un terremoto de 7,7 grados sacudió al país y a su vecino Tailandia, provocando al menos 2400 víctimas fatales, unos 3408 heridos y un indeterminado número de desaparecidos; además, provocó el derrumbe del Puente Ava, un rascacielos en Bangkok, la universidad y el muro del Palacio Real de Mandalay, ciudad donde tuvo el epicentro el sismo y donde hubo un segundo sismo de 6,4 grados. Tras el siniestro, los gobiernos de Japón y Reino Unido anunciaron que ofrecerán todo el apoyo posible, anunciando el segundo más de US$12 millones en ayuda humanitaria. Mientras que el papa Francisco declaró su tristeza por lo ocurrido y ofreció una oración por las víctimas.

## Gobierno y política

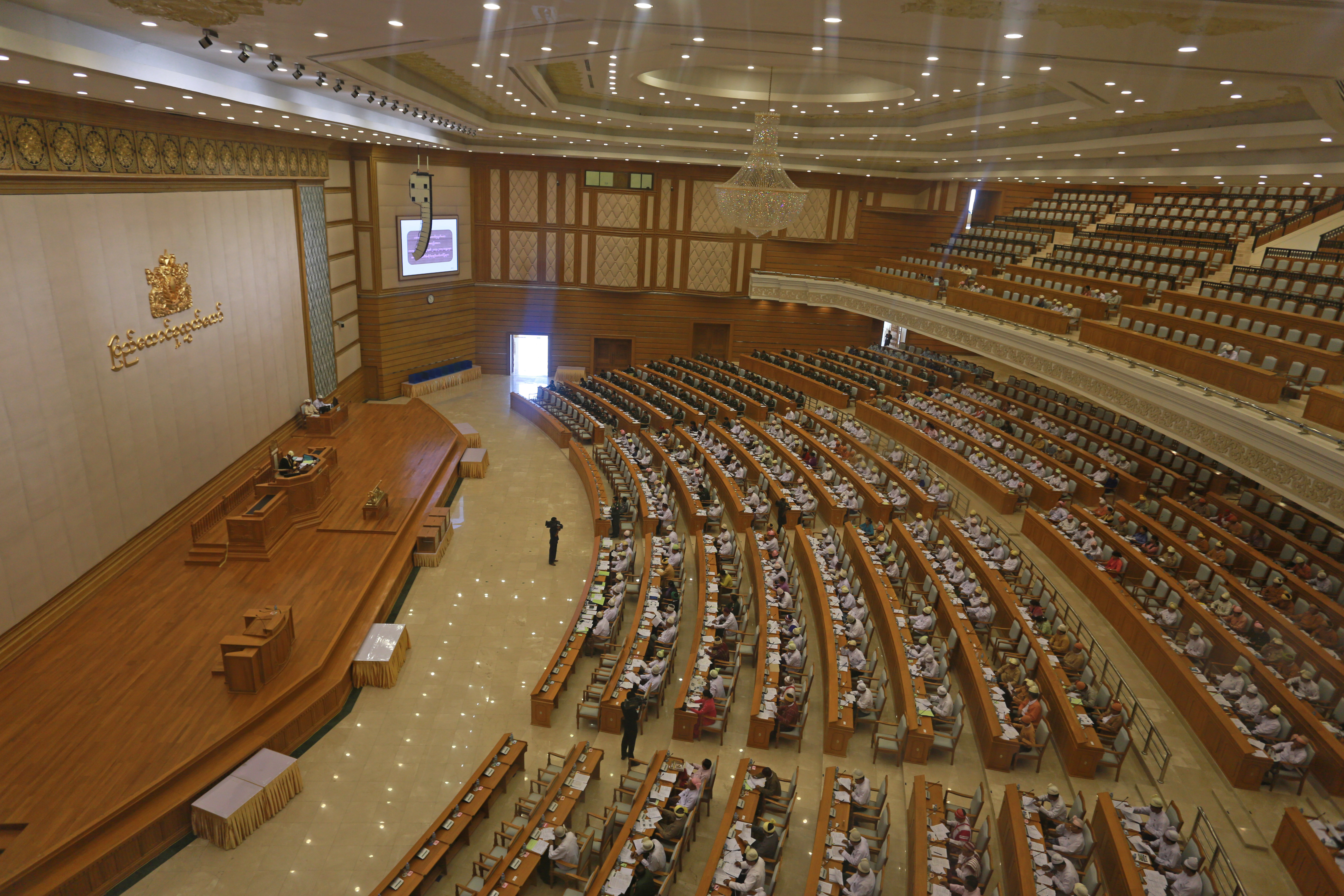
La Asamblea de la Unión (Pyidaungsu Hluttaw)

Birmania fue y es gobernada por una dictadura militar. El autodenominado Consejo de la Restauración de la Ley y el Orden del Estado, tras un golpe de Estado el 18 de septiembre de 1988, abolió la Constitución de 3 de enero de 1974. El Consejo disolvió el parlamento y asumió todos los poderes del Estado, lo que desmontó la organización regional y municipal, al tiempo que creaba órganos de igual denominación para todos los ámbitos territoriales.
Tras un intento fallido de elaboración de un nuevo texto constitucional en 1990, en el que Aung San Suu Kyi ganó las elecciones pero la Junta militar se negó a entregar el poder, se volvió a fracasar en 1996 donde los trabajos de los diferentes partidos políticos que llevaban tres años de negociaciones se vieron bruscamente frustrados por la Junta militar. El Consejo de la Restauración fue disuelto en 1997 para constituirse con otro nombre: Consejo para la Paz y el Desarrollo del Estado.
El 10 de mayo de 2008 se celebró un referéndum para aprobar una enmienda constitucional que establecería una «democracia con disciplina» y la convocatoria a elecciones libres y multipartidistas para 2010. Según fuentes gubernamentales, la enmienda fue aprobada por el 92,4 % de los votos.
Sin embargo, el contexto en que se desarrolló la consulta fue muy criticado, puesto que al momento de la votación alrededor de dos millones de personas se encontraban damnificadas tras el paso del ciclón Nargis. Por otra parte, el texto aprobado no respeta ni garantiza derechos humanos como la no aplicación de tortura ni otros malos tratos, o el derecho a un juicio justo, entre otros.

### Política exterior

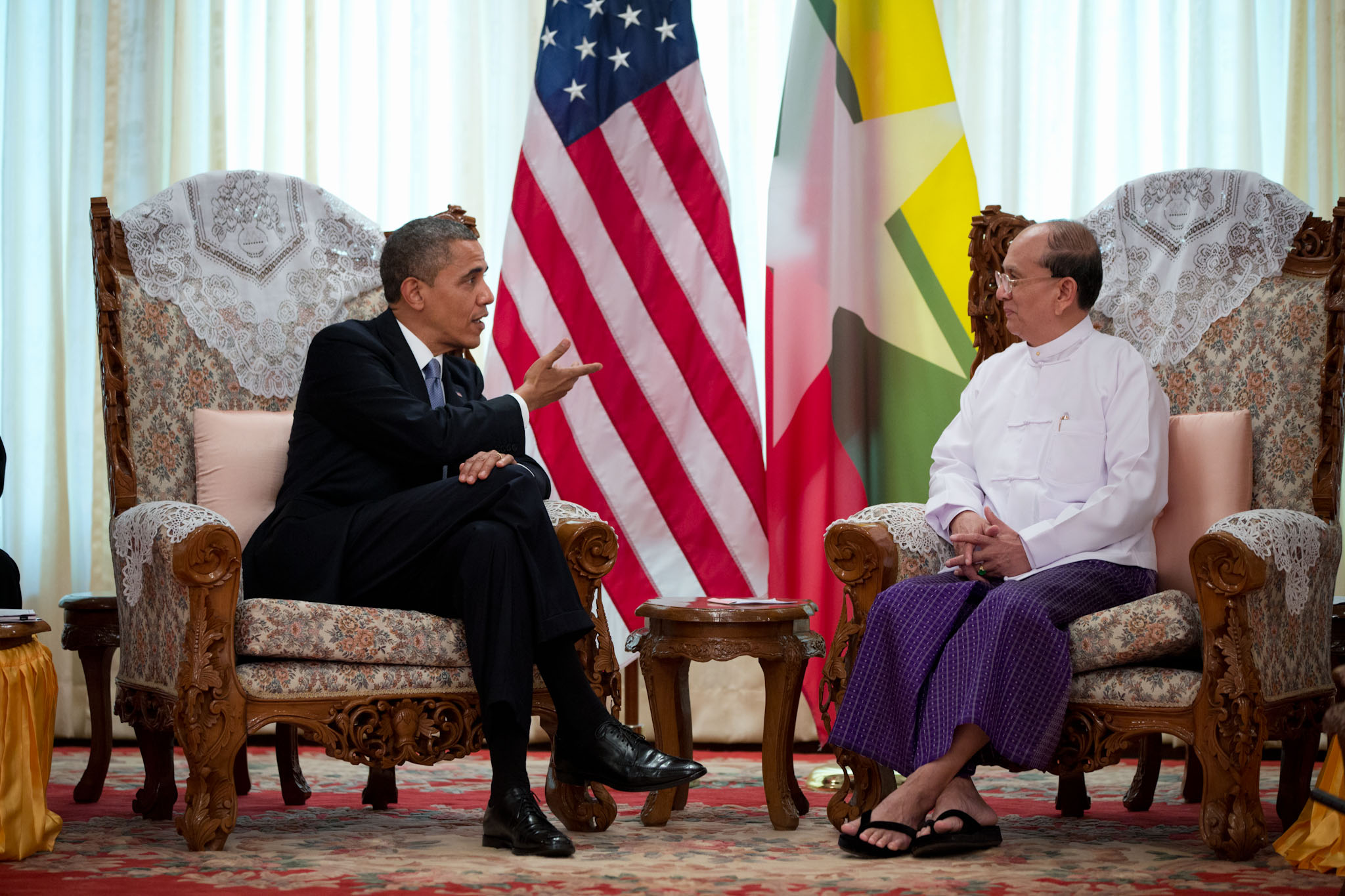
Thein Sein, presidente de Birmania, reunido con el presidente de los EE. UU., Barack Obama, en Rangún el 19 de noviembre de 2012

La República de la Unión de Myanmar (Birmania) tiene una dinámica participación en los foros regionales, en especial en la Asociación de Naciones del Sudeste Asiático, organización de la que es miembro activo.
Por el contrario, el país ha tenido dificultades para sus relaciones con Occidente debido a las graves y masivas violaciones de derechos humanos por parte de la Junta militar. Estas violaciones de derechos humanos denunciadas todos los años por la Asamblea General de la Organización de las Naciones Unidas (por ejemplo, entre otras muchas, la Resolución 61/132 de 22 de diciembre de 2006 sobre la situación de los derechos humanos en Birmania). Igualmente, el Consejo de Derechos Humanos de la Organización de las Naciones Unidas abrió un procedimiento público especial sobre la situación de los derechos humanos en Birmania en 1992 (Resolución CDH 1992/58), procedimiento que sigue abierto ininterrumpidamente desde entonces.
Esta situación ha decantado en embargos comerciales por parte de la Unión Europea y Estados Unidos, sin embargo no ha impedido la entrada de inversores europeos, estadounidense y asiáticos, que encuentran en Birmania mano de obra barata, así como el acercamiento con sus vecinos India y Tailandia, que tienen en Birmania un suministrador de gas natural.
China es, sin duda, su más cercano aliado. Después de retirar el apoyo al Partido Comunista de Birmania, hoy se consolida como el primer socio comercial y en materia de cooperación militar, incluyendo una base militar china en las islas Coco para monitorear la actividad naval india, además de dos préstamos por el orden de doscientos millones de dólares.
Otro de los países con los que el régimen militar ha fortalecido sus relaciones comerciales es Tailandia, con quien recientemente se avanza en función de abrir nuevas vías de cooperación con Birmania en el desarrollo de la energía y la electricidad hidráulica, así como en el terreno económico y comercial, esto a pesar del conflicto que aún mantienen sobre la definición de las fronteras.
Debido a un atentado contra el presidente surcoreano Chun Doo-hwan ocurrido en 1983, Birmania rompe relaciones con Corea del Norte; estas vendrían a ser restablecidas el 26 de abril de 2007.

### Derechos humanos

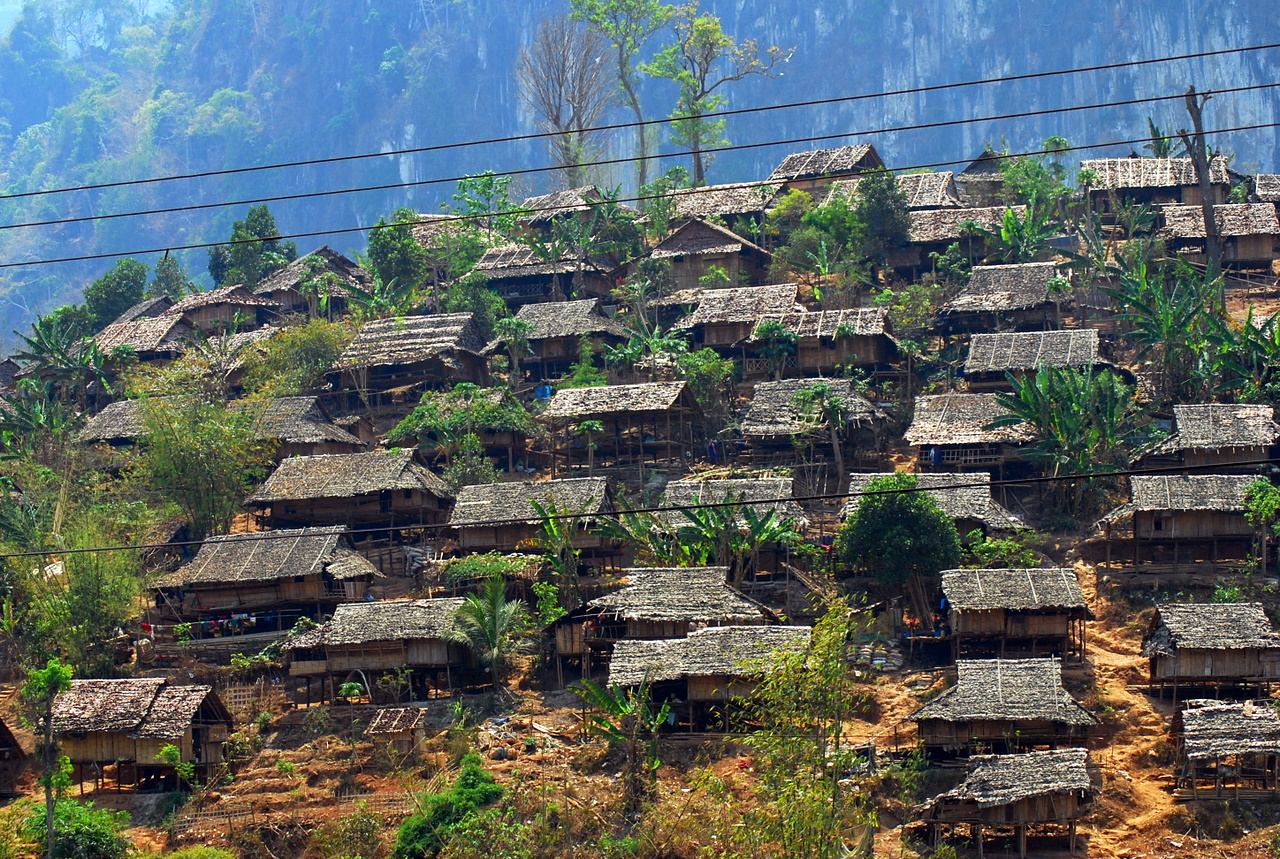
Campo de refugiados de Mae La, en la provincia de Tak, Tailandia, donde según ACNUR hay unos 700 000 exiliados que han huido de la guerra en Birmania

Las minorías étnicas de Birmania han huido durante décadas del hambre, la guerra y las torturas provocadas por el régimen militar. La organización Amnistía internacional ha documentado casos de asesinatos de aldeanos a golpes, puñaladas o disparos. Existe un grupo de militares, en ocasiones de alto rango, ocupados particularmente de efectuar violaciones masivas a mujeres pertenecientes a minorías étnicas, conocido como el batallón de los violadores.
El número de agresiones y la forma sistemática en la que se llevan a cabo han llevado a las organizaciones birmanas en el exilio a denunciar que la Junta militar ha desarrollado una política de «licencia para violar» para aterrorizar a los opositores. Los desfiles organizados en los cuarteles son aprovechados para que los militares puedan escoger a sus víctimas dentro de un sistema de gratificación y entretenimiento que recuerda al creado por los japoneses durante la ocupación de Asia en la primera mitad del siglo XX.
En 1988, poco antes de la matanza de Tian'anmen en China, fueron asesinadas al menos 3000 personas durante un levantamiento contra el gobierno. Según otras fuentes, como la Secretaría de Relaciones Exteriores de México, el número de víctimas ascendería a 10 000. Las únicas imágenes que muestran lo ocurrido son propiedad de la empresa japonesa NHK que ha impedido que sean emitidas por las televisiones de Occidente para no desestabilizar el régimen militar.
El gobierno militar ha hecho prisioneros a muchos opositores, la mayoría por delitos menores o incluso por emitir opiniones o cantar canciones opuestas al poder. Innumerables denuncias de torturas y sometimiento a esclavitud, han hecho al gobierno merecedor de una condena de parte de diferentes organizaciones dedicadas al tema de los Derechos Humanos como Amnistía Internacional y la propia Organización de Naciones Unidas. El nivel de represión se ha incrementado en los últimos años, con extremos como considerar un hecho delictivo tener un fax o alojar a un extranjero en un domicilio particular.
El gobierno militar de Birmania fue acusado en 2016 por la ONU de realizar un genocidio contra la etnia musulmana rohinyá.
En materia de derechos humanos, respecto a la pertenencia a los siete organismos de la Carta Internacional de Derechos Humanos, que incluyen al Comité de Derechos Humanos (HRC), Birmania ha firmado o ratificado:
| Birmania | Tratados internacionales | Tratados internacionales  | Tratados internacionales  | Tratados internacionales  | Tratados internacionales  | Tratados internacionales  | Tratados internacionales  | Tratados internacionales | Tratados internacionales  | Tratados internacionales  | Tratados internacionales  | Tratados internacionales | Tratados internacionales | Tratados internacionales | Tratados internacionales | Tratados internacionales  | Tratados internacionales | Tratados internacionales  |
| --- | ------------------------ | ------------------------- | ------------------------- | ------------------------- | ------------------------- | ------------------------- | ------------------------- | ------------------------ | ------------------------- | ------------------------- | ------------------------- | ------------------------ | ------------------------ | ------------------------ | ------------------------ | ------------------------- | ------------------------ | ------------------------- |
| Birmania | CESCR                    | CESCR                     | CCPR                      | CCPR                      | CCPR                      | CERD                      | CED                       | CEDAW                    | CEDAW                     | CAT                       | CAT                       | CRC                      | CRC                      | CRC                      | CRC                      | MWC                       | CRPD                     | CRPD                      |
| Birmania | CESCR                    | CESCR-OP                  | CCPR                      | CCPR-OP1                  | CCPR-OP2-DP               | CERD                      | CED                       | CEDAW                    | CEDAW-OP                  | CAT                       | CAT-OP                    | CRC                      | CRC-OP-AC                | CRC-OP-SC                | CRC-OP-CP                | MWC                       | CRPD                     | CRPD-OP                   |
| Pertenencia | Firmado y ratificado.    | Ni firmado ni ratificado. | Ni firmado ni ratificado. | Ni firmado ni ratificado. | Ni firmado ni ratificado. | Ni firmado ni ratificado. | Ni firmado ni ratificado. | Firmado y ratificado.    | Ni firmado ni ratificado. | Ni firmado ni ratificado. | Ni firmado ni ratificado. | Firmado y ratificado.    | Firmado y ratificado.    | Firmado y ratificado.    | Sin información.         | Ni firmado ni ratificado. | Firmado y ratificado.    | Ni firmado ni ratificado. |
| Firmado y ratificado, firmado, pero no ratificado, ni firmado ni ratificado, sin información, ha accedido a firmar y ratificar el órgano en cuestión, pero también reconoce la competencia de recibir y procesar comunicaciones individuales por parte de los órganos competentes. |                          |                           |                           |                           |                           |                           |                           |                          |                           |                           |                           |                          |                          |                          |                          |                           |                          |                           |

## Organización territorial
Birmania se organiza en siete estados y siete regiones, anteriormente divisiones. Las regiones están asignadas a la etnia mayoritaria del país, los birmanos. Los estados representan a un grupo étnico en específico, por ejemplo, el Estado de Mon está poblado principalmente por individuos de la etnia mon. Las divisiones administrativas se subdividen en distritos, los cuales se subdividen nuevamente en áreas urbanas, circunscripciones electorales y aldeas.
A continuación se encuentran los distintos estados y regiones de Birmania:
| Estado/Región         |
| --------------------- |
| Estado Chin           |
| Estado Kachin         |
| Estado Kayah          |
| Estado Mon            |
| Estado Rakáin         |
| Estado Shan           |
| Estado de Kayin       |
| Región de Ayeyarwady  |
| Región de Bago        |
| Región de Magway      |
| Región de Mandalay    |
| Región de Rangún      |
| Región de Sagaing     |
| Región de Tanintharyi |

## Geografía

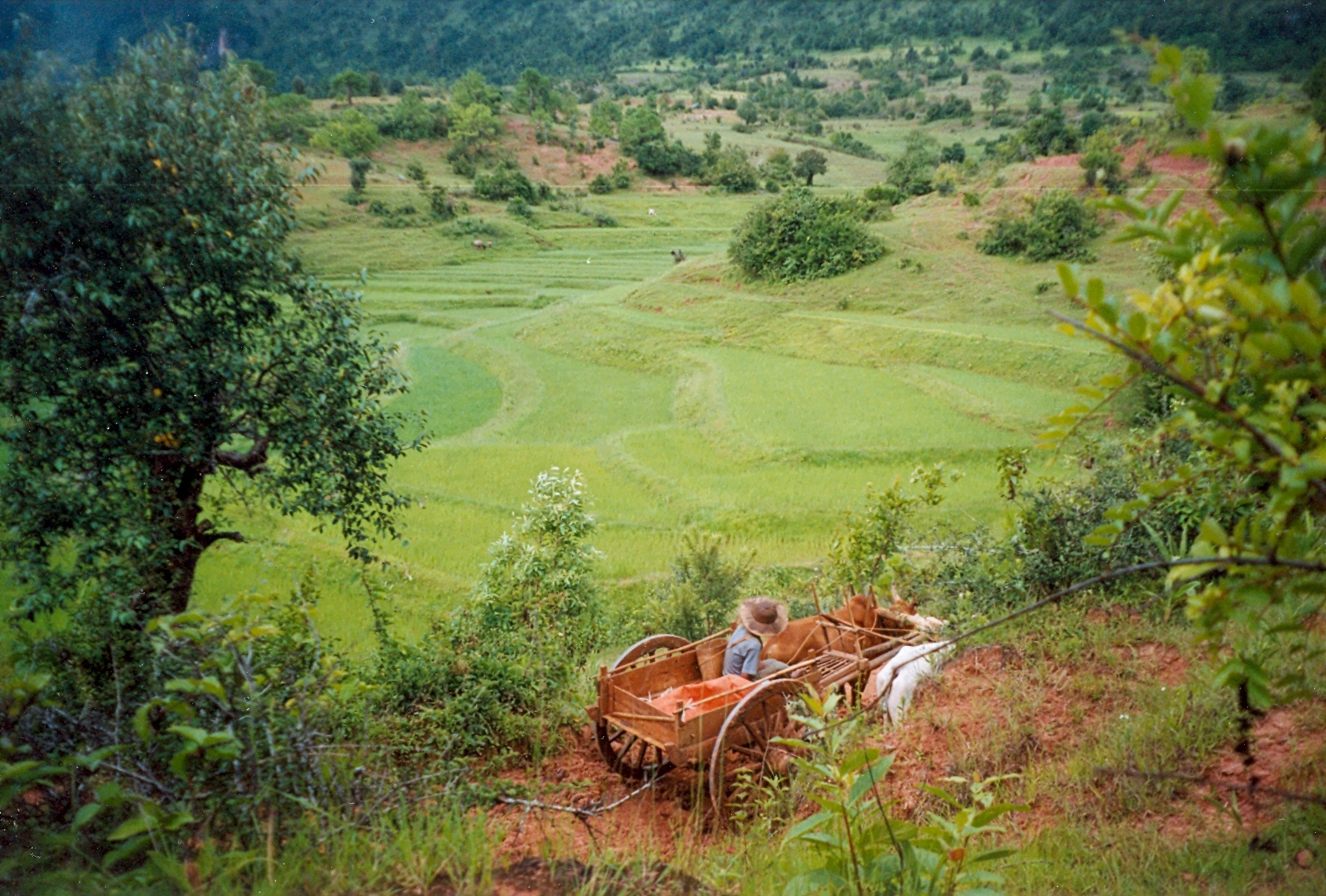
Paisaje rural del estado de Shan

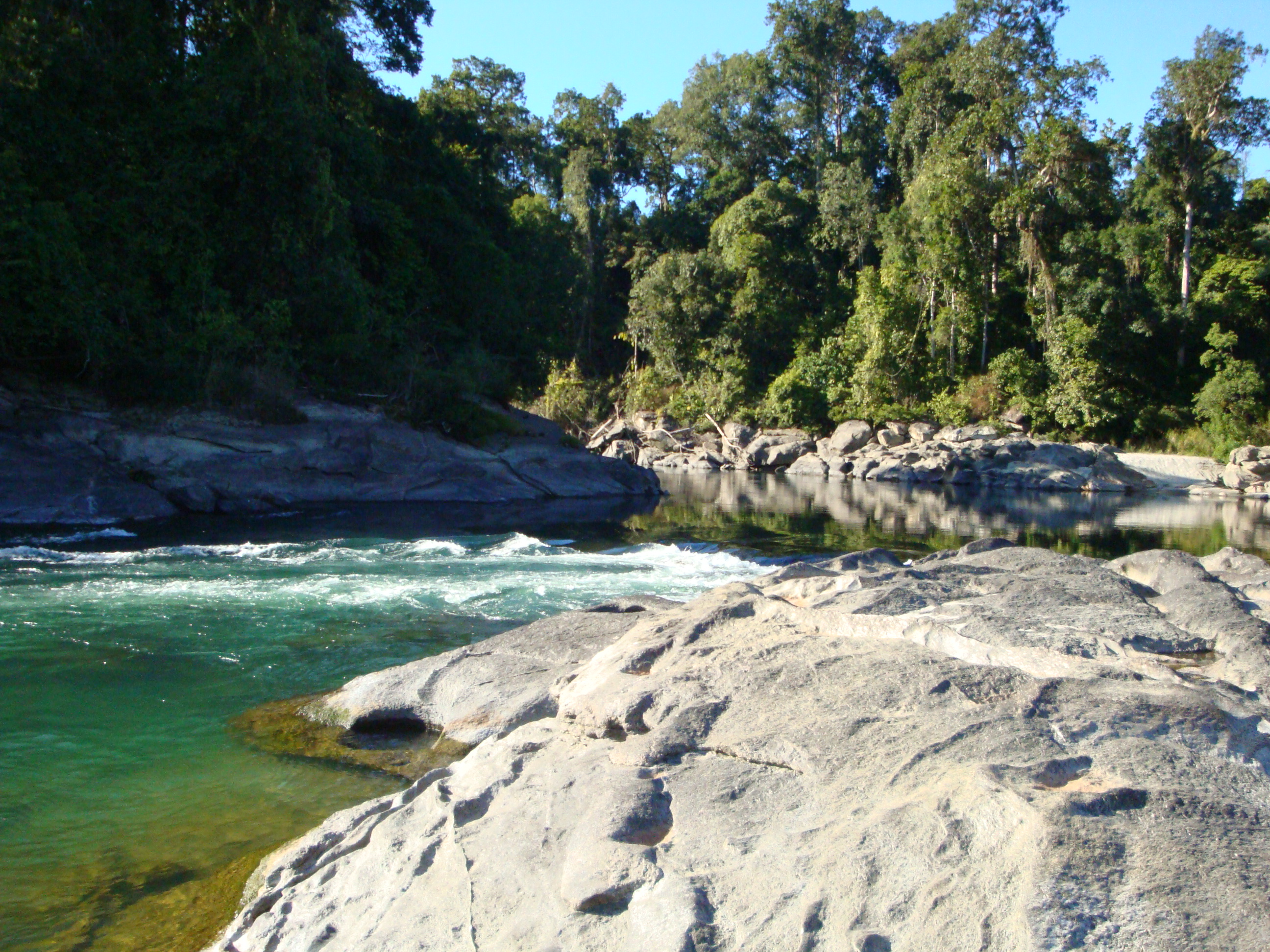
El río Mali o Malikha al norte del país cerca de la frontera con China (Estado de Kachin)

Birmania, que se extiende desde los confines himalayos al norte hasta la península de Malaca al sur, se abre al oeste sobre el golfo de Bengala, cuyo litoral está dominado por la cercana cordillera de Arakan. El relieve montañoso culmina en su extremo norte, con la altura máxima en el pico Hkakabo Razi (5967 m), en los montes Gaoligong. Hay muchos volcanes inactivos. Las cordilleras, dispuestas de norte a sur, aíslan las llanuras regadas por los ríos Chindwin, Irrawady, Sittang y Salween. Otro río importante que pasa por este país el Mekong.
El clima es variable, con predominio tropical caluroso, de un promedio térmico de 25 °C. Gran parte del país se encuentra entre el trópico de Cáncer y el Ecuador. El país se encuentra en la región de los monzones de Asia, con sus regiones costeras que recibe anualmente de la lluvia más de 5000 mm. La precipitación anual en la región del delta es de aproximadamente 2500 mm, mientras que precipitación media anual en la zona seca, que se encuentra en el centro de Birmania, es inferior a 1000 mm. Regiones del norte del país son las más frías, con temperaturas medias de 21 °C. Costa y en las regiones del delta tienen una temperatura máxima promedio de 32 °C.

### Fronteras
Birmania tiene una frontera terrestre de 6523 km que limita con cinco países y abarca una superficie total de 676 580 km².
La frontera entre Bangladés y Birmania comienza en la desembocadura del río Naf en la bahía de Bengala y se dirige hacia el norte rodeando la cordillera Mayu en un amplio arco antes de volver hacia el norte a través de Chittagong Hill Tracts hasta el punto triple con India en el pico de Teen Matha, con un total de 270 km (168 millas).
La frontera entre India y Birmania se dirige al norte a través de las colinas Chin hacia el río Tiau. Sigue río arriba y luego atraviesa varios ríos cerca de Manipur antes de ir hacia el noreste a través de la cordillera Patkai hasta el paso de Chaukan y las colinas Mishmi en un total de 1468 km.
El punto triple con China e India es objeto de disputa debido al conflicto fronterizo sino-indio, pero se encuentra de facto al norte del paso de Diphu. La frontera entre China y Birmania se dirige hacia el noreste hasta Hkakabo Razi, sólo 1,5 km al oeste de su cima. Después gira hacia el sureste siguiendo las montañas Hengduan y Gaoligong a través de muchas líneas irregulares hacia el río Taping y el río Shweli. A continuación se dirige hacia el sureste por las lejanas colinas Shan, siguiendo colinas y ríos, hasta llegar al río  Mekong. Sigue el Mekong hasta el punto triple con Laos, en un total de 2145 km.

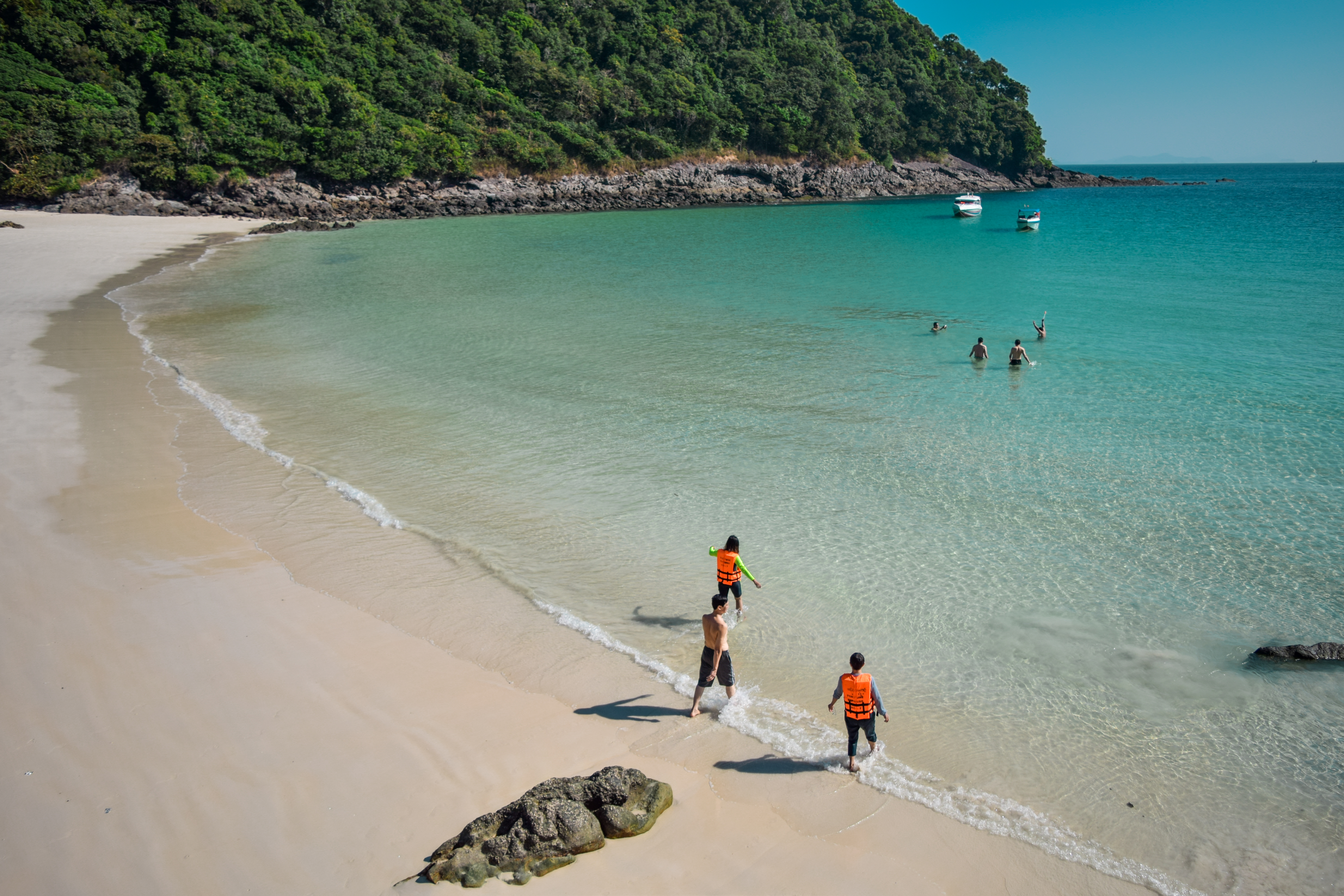
Una de las playas en el archipiélago de Mergui en el extremo sur del país cerca de la frontera con Tailandia

La frontera entre Laos y Birmania discurre íntegramente a lo largo del río Mekong, desde el punto triangular con China hasta el punto triangular con Tailandia, en la confluencia de los ríos Kok y Mekong, a lo largo de 238 km.
La frontera entre Birmania y Tailandia sigue brevemente el río Kok y el río Sai antes de continuar por tierra en una serie de líneas irregulares hacia el sur a través de la cordillera Daen Lao antes de dirigirse hacia el suroeste hasta el río Salween. 
La frontera sigue el Salween y luego el río Moei antes de pasar de nuevo por tierra a través de las colinas Tenasserim hacia la península malaya. Cerca de Prachuap Khiri Khan, la frontera se acerca a 10,96 km del golfo de Tailandia. Después se dirige al sur, hacia el río Kraburi, que sigue hasta un amplio estuario antes de desembocar en el mar de Andamán, formando la frontera más larga de Birmania con 2416 km.
La frontera marítima meridional sigue las coordenadas marcadas tanto por Birmania como por Tailandia hacia el triángulo marítimo con las islas indias de Andamán y Nicobar. La frontera marítima entre India y Birmania se reanuda al sur de las islas Coco antes de dirigirse hacia el estrecho límite de Birmania con las aguas internacionales del golfo de Bengala. Birmania tiene una costa total de 2227 km y cuenta con varias islas y archipiélagos, entre los que destaca el archipiélago de Mergui. Tiene una superficie acuática total de 23 100 km² y una Zona Económica Exclusiva de 532 780 km².

### Relieve

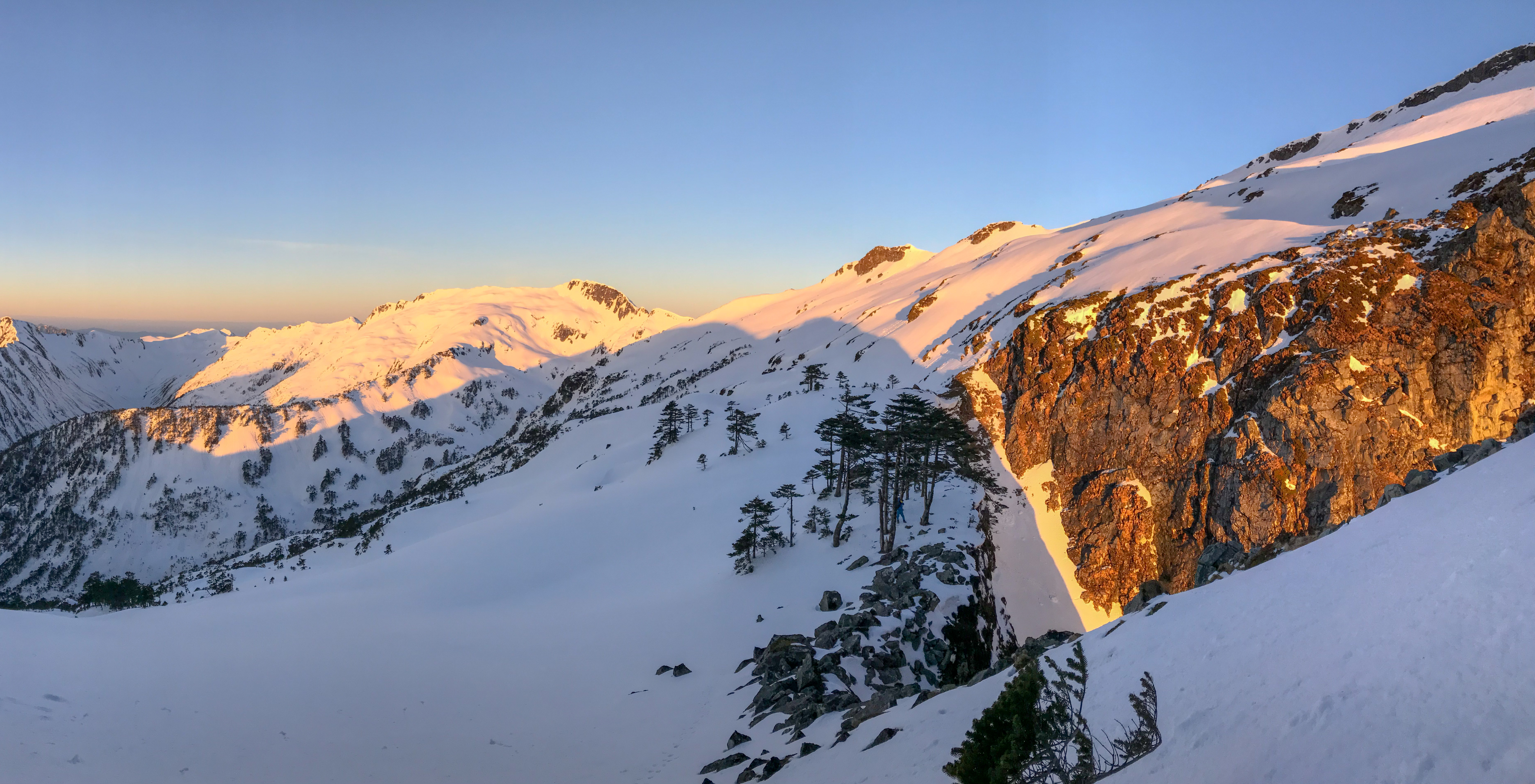
Phangram Razi (ဖန်ဂရန် ရာဇီ) en el norte de Birmania, que alcanza unos 4,328 metros sobre el nivel del mar

Las montañas de Birmania forman cinco regiones fisiográficas distintas.
- Montañas del Norte: Las Montañas del Norte se caracterizan por complejas cordilleras centradas en torno a los extremos orientales del Himalaya y el límite nororiental de la placa indio-australiana.[89] Las cordilleras del extremo meridional del Sistema Hengduan forman la frontera entre Birmania y China. Hkakabo Razi, el punto más alto del país con 5.881 m, está situado en el extremo norte. Esta montaña forma parte de una serie de cordilleras paralelas que van desde las estribaciones del Himalaya hasta las zonas fronterizas con Assam, Nagaland y Mizoram.
- Tierras bajas centrales: Birmania se caracteriza por sus tierras bajas centrales, que se extienden de norte a sur entre varias cordilleras. Esta zona fue profundamente excavada por muchos ríos y hoy forma la cuenca de grandes ríos como el Irrawaddy, el Chindwin y el Sittaung. El Bago Yoma (cordillera de Pegu) es una cadena montañosa prominente pero relativamente baja entre el río Irrawaddy y el Sittaung, en la parte central baja de Birmania. Muchas cadenas montañosas más pequeñas atraviesan las tierras bajas, como las cordilleras de Zeebyu Taungdan, Min-wun Taungdan, Hman-kin Taungdan y Gangaw Taungdan.[90] El monte Popa, un volcán extinto y lugar sagrado del culto Nat, se eleva prominentemente sobre las tierras bajas circundantes en estas tierras bajas.Colinas de Shan

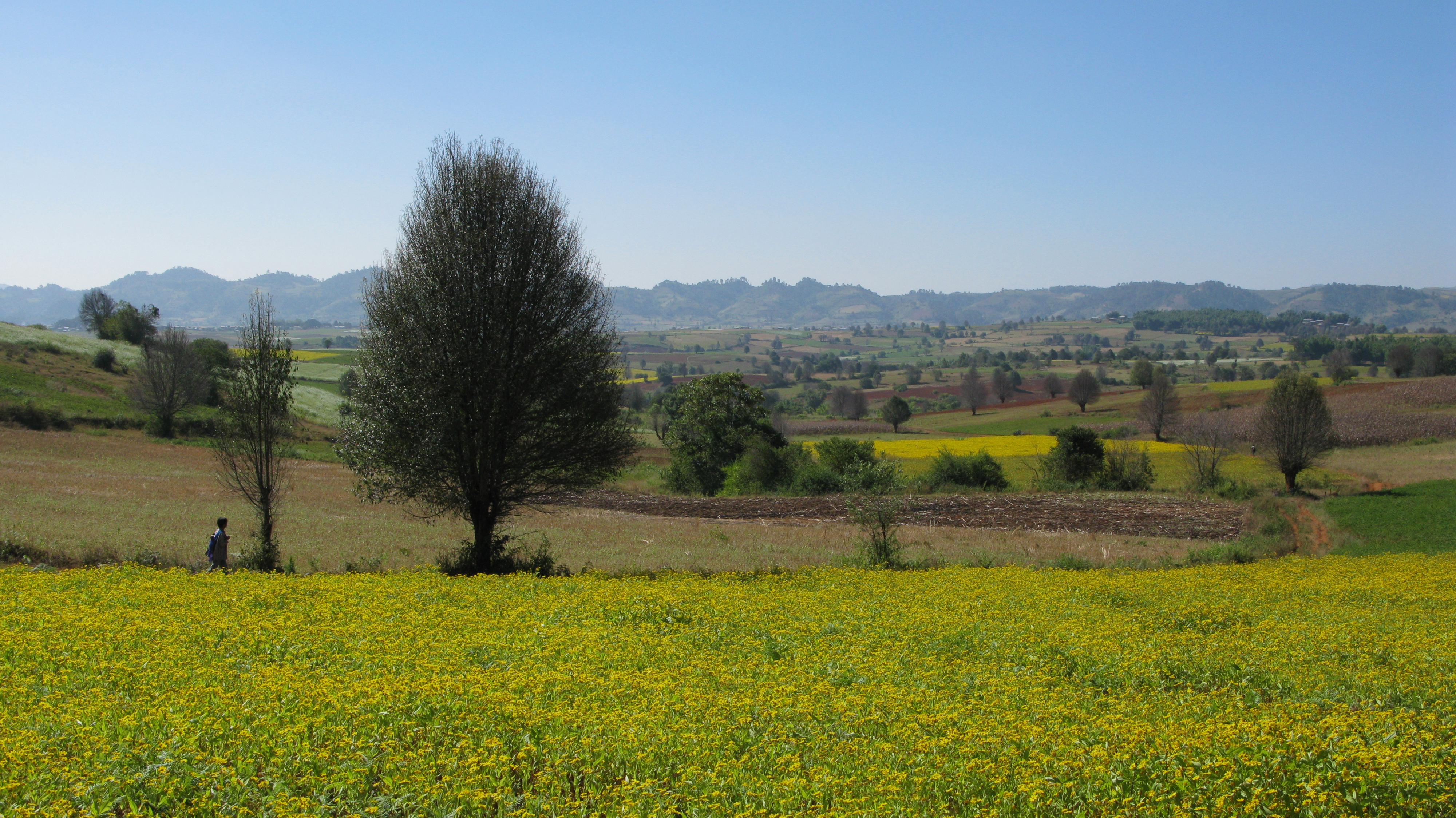
Colinas de Shan

- Cordillera Occidental: Las cordilleras occidentales se caracterizan por los montes Arakan, que se extienden desde Manipur hasta el oeste de Birmania, hacia el sur, a través del estado de Rakhine, casi hasta el cabo Negrais, a orillas del golfo de Bengala, en la región de Ayeyarwady. Las montañas reaparecen como las islas Andamán y Nicobar más adentro del mar de Andamán. Estas montañas son antiguas rocas cristalinas que separan la costa de Arakan del resto del país.[89] La cordillera de Arakan incluye las colinas Naga, las colinas Chin y la cordillera Patkai, que incluye las colinas Lushai.[91] La costa de Arakan del golfo de Bengala se extiende al oeste de estas montañas, con prominentes archipiélagos insulares y arrecifes de coral.

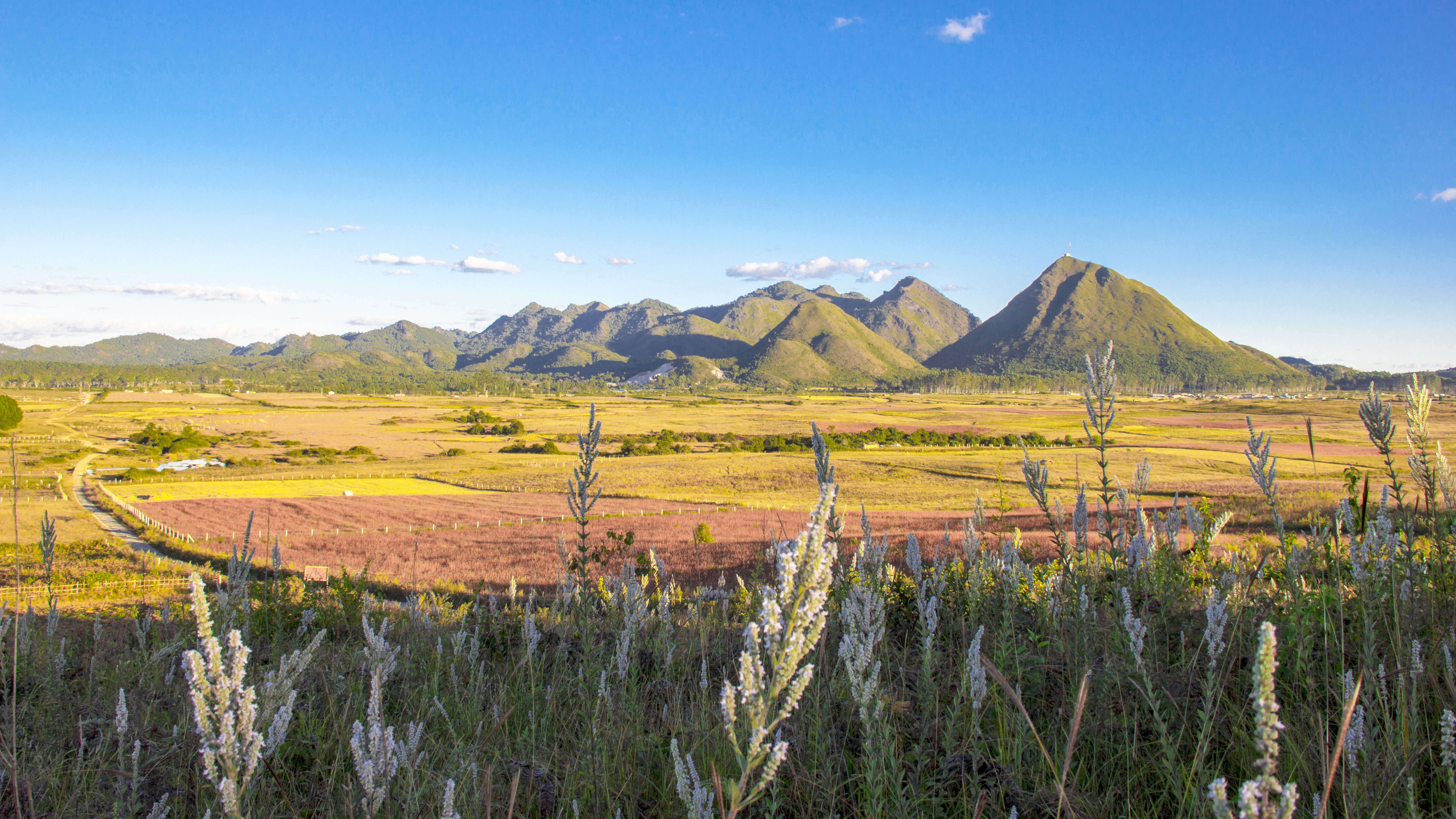
Monte Loi Sam Sip

- Monte Loi Sam SipMeseta de Shan: En el este de Birmania, la meseta de Shan se eleva abruptamente desde las tierras bajas centrales en escalones de unos 600 m (2.000 pies). El punto más alto de las colinas Shan es el Loi Pangnao, de 2.563 m de altura, uno de los picos más prominentes del Sudeste Asiático.[92] Las colinas Shan forman, junto con las colinas Karen, la cordillera Dawna y las colinas Tenasserim, una frontera natural con Tailandia, así como la ecorregión de los bosques húmedos montanos Kayah-Karen,[93] incluida en la lista Global 200 de ecorregiones identificadas por el Fondo Mundial para la Naturaleza (WWF) como prioritarias para la conservación.[94] La meseta se formó durante la Era Mesozoica y es mucho más antigua que las demás cordilleras de Birmania, creando una serie de cordilleras elevadas y valles,[89] entre los que destaca la cuenca del río Salween, que abarca 283.000 km2.[95]

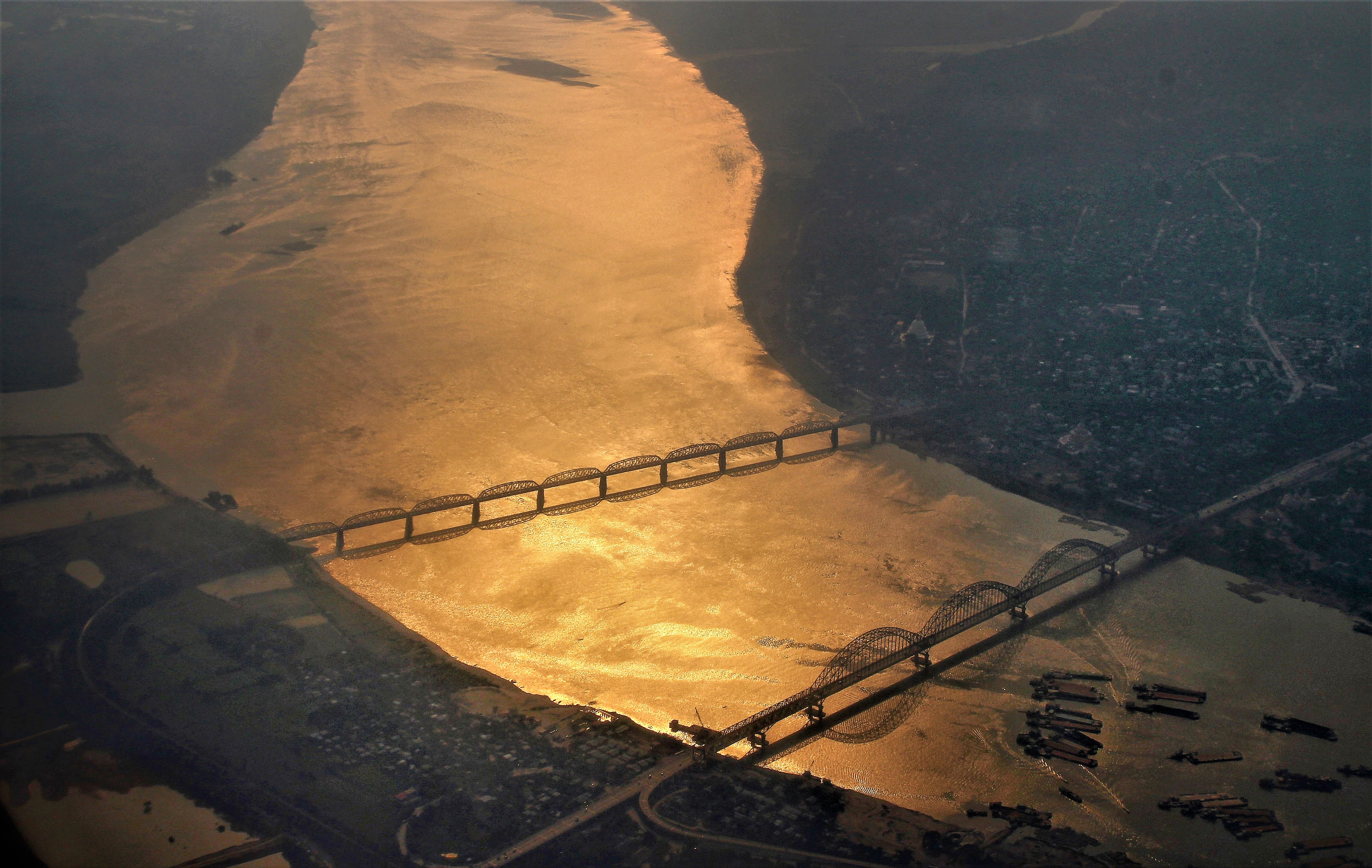
Puentes sobre el Río Irawadi

- Puentes sobre el Río IrawadiColinas del Sureste: Las colinas del Sureste de Birmania y las llanuras de Tenasserim tienen costas occidentales respaldadas por la cordillera de Tenasserim, respectivamente. Las llanuras de Tenessarim están formadas en gran parte por las laderas occidentales del Bilauktaung, la parte más alta de la cordillera de Tenasserim, que se extiende hacia el Sur formando la cordillera central de la península malaya.[96] La cordillera de Dawna también se extiende a lo largo de las partes septentrionales de la cola de Tenasserim de Birmania. Muchas colinas de esta zona, como el monte Zwegabin y el Kyaiktiyo, son importantes enclaves culturales y religiosos. Las islas costeras sobresalen del mar y forman múltiples archipiélagos insulares con arrecifes de coral, sobre todo en el archipiélago de Mergui.

### Hidrografía

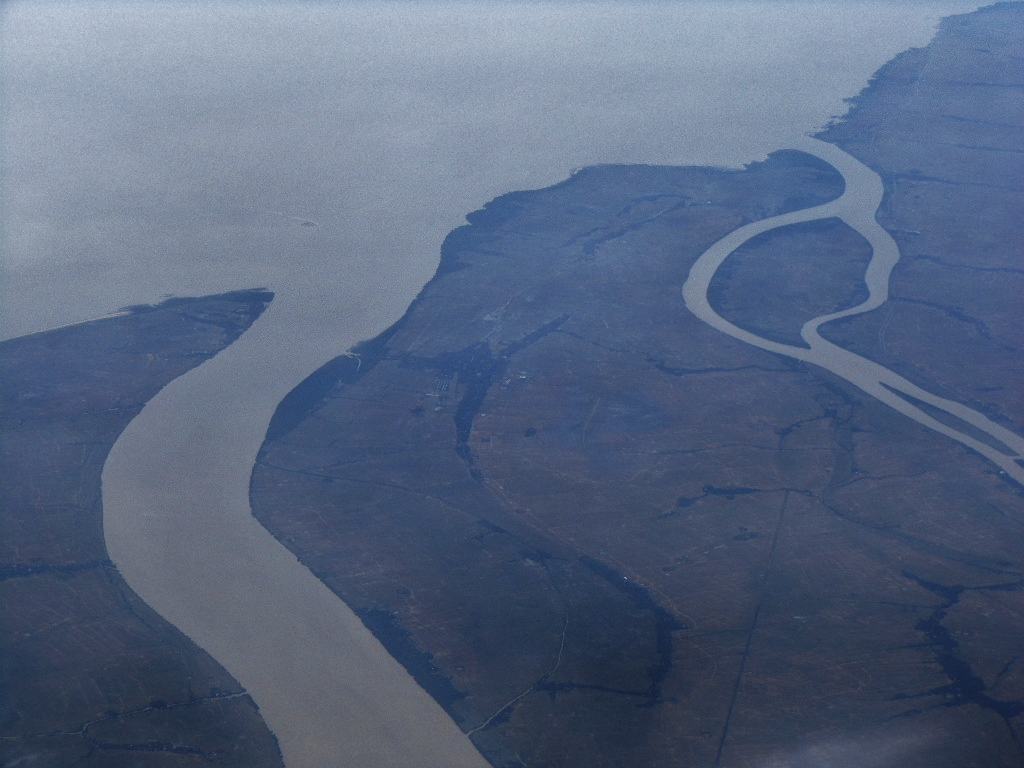
El río Thandi (Thande) en la parte central de Birmania

El Irrawaddy, principal río de Birmania, fluye de norte a sur por la cuenca central birmana y desemboca en un amplio delta. El río Mekong discurre desde la meseta tibetana hasta Laos, pasando por Yunnan (China) y el noreste de Birmania. La cuenca posee importantes recursos mineros y ecosistemas forestales. Su fértil delta también genera el 60% de las cosechas anuales de arroz. El río tiene importancia histórica, con los templos de Bagan en sus orillas y la patria del pueblo kachin cerca del nacimiento del río, la confluencia de los ríos N'mai y Mali.
En el este, el Salween y el río Sittaung discurren por el lado occidental de las colinas Shan y el extremo septentrional de la cordillera Dawna. El Salween nace en China, donde recibe el nombre de río Nu chino: 怒江; pinyin: Nù Jiāng, y discurre hacia el sur a través de 17 grados de latitud por la meseta Shan. En mandarín, el Salween recibe el nombre de río furioso, debido a que sus rápidas aguas serpentean por terreno montañoso durante casi la totalidad de sus 2.400 km de longitud. En la estrecha zona sureste de Birmania, los ríos Ye, Heinze, Dawei (Tavoy), Gran Tenasserim (Tanintharyi) y el Lenya son relativamente cortos y desembocan en el mar de Andamán. Más al sur, el río Kraburi forma la frontera meridional entre Tailandia y Birmania.

## Economía

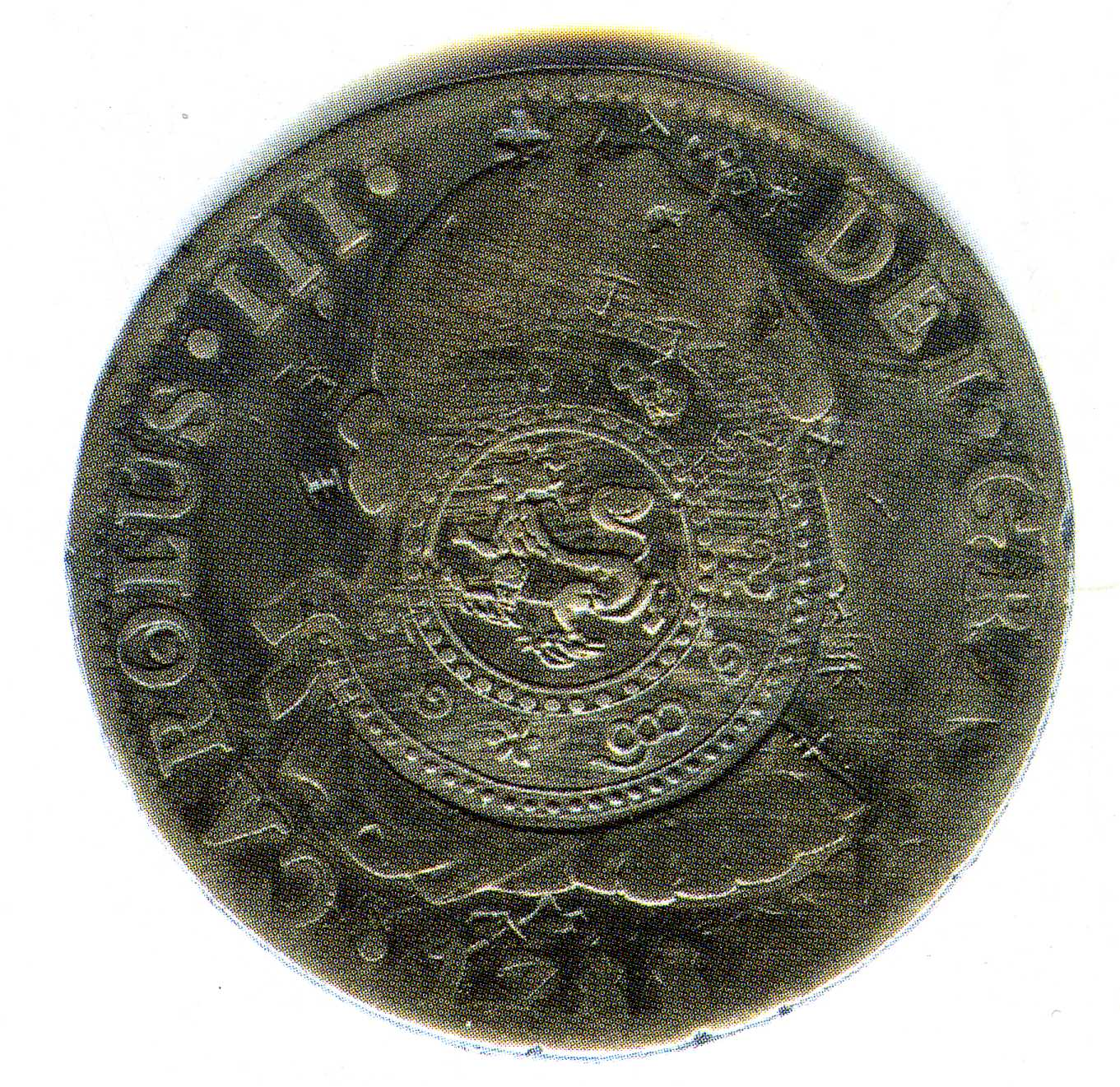
Moneda de 8 reales con resello de Birmania que contiene leyenda en siamés y escudo del país con león

Durante el reinado de la dinastía Mindon (1853-1878) la debilidad de la economía hizo que todas las monedas que circulaban en el país fueran piezas extranjeras. Para poder revalorizar estas monedas se utilizó un curioso punzón circular que fue estampado sobre reales de a ocho españoles, 5 francos franceses, táleros de María Teresa I de Austria y 960 reis. Este punzón llevaba un doble círculo interior con leyenda en siamés y el escudo de Birmania con león.

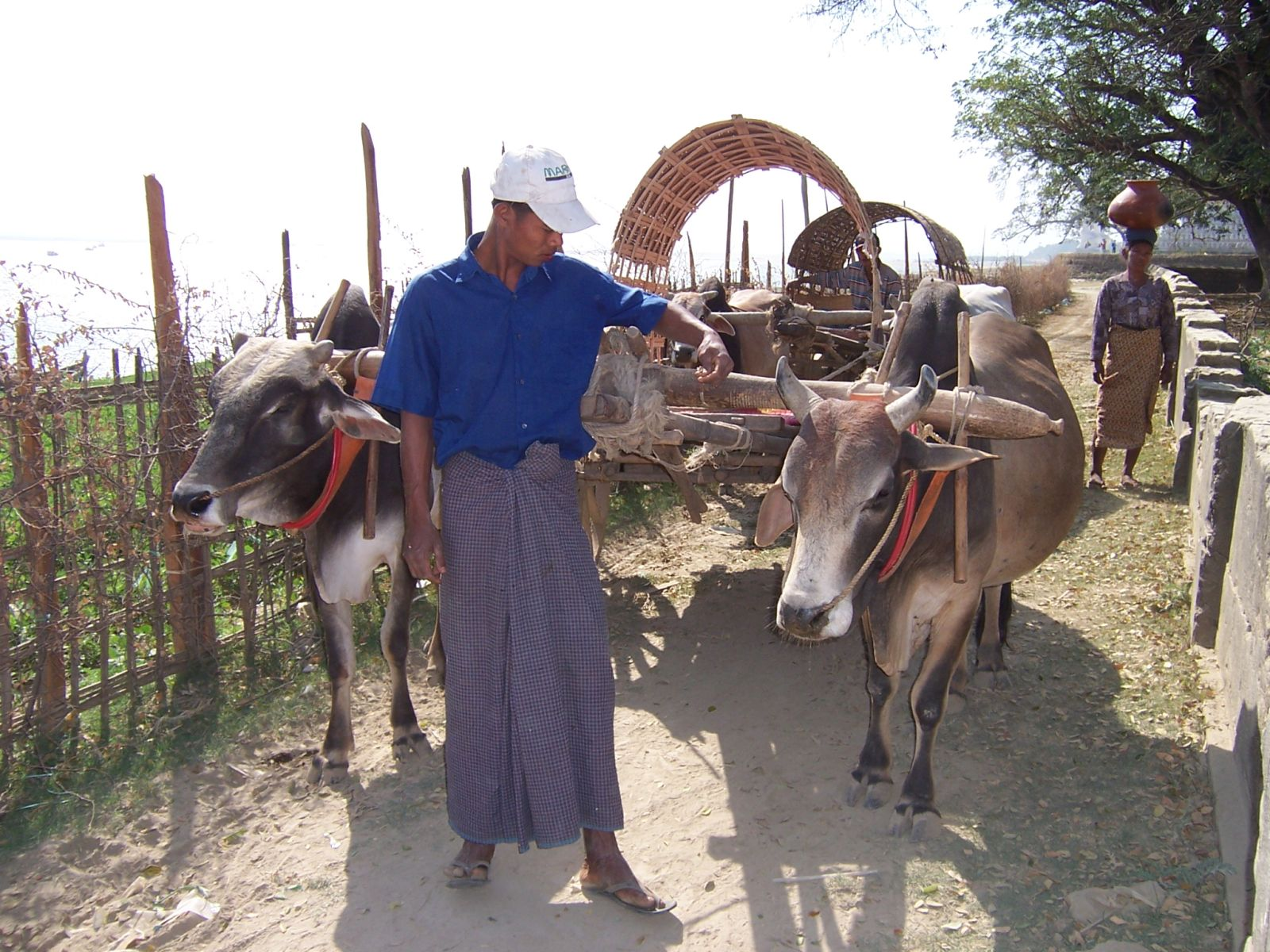
Campesino birmano vestido con el longyi

En la actualidad la situación económica de Birmania es bastante delicada. La agricultura es la principal actividad económica; ocupa a casi los 2/3 de la población económicamente activa y contribuye en un 40 % al producto interior bruto. El cultivo predominante es el arroz, que ocupa cerca de la mitad de las tierras cultivables. Los demás cultivos (algodón, cacahuete, hevea, té) son secundarios. Es de destacar igualmente el cultivo de la adormidera, habiendo sido el segundo productor ilegal de esta planta para procesar opiáceos como la heroína en el mundo después de Afganistán, según datos de la Oficina de Naciones Unidas contra la Droga y el Delito (UNODC). Sin embargo, en 2023 Birmania pasó a ser el mayor productor del mundo a raíz de la prohibición del cultivo de amapola en Afganistán impuesta por los talibanes, quienes regresaron al poder en 2021 tras una ofensiva contra el gobierno afgano, en simultáneo con la retirada de las tropas de Estados Unidos del país ese año, haciendo reducir los cultivos de amapola en Afganistán hasta en un 95%.
La explotación forestal es intensa: Birmania ocupa la primera posición mundial en la producción de teca. Las industrias extractivas, otrora destacadas, están hoy día en retroceso, al igual que la producción petrolífera. El sector industrial, anticuado, vive un momento delicado, con una notable falta de inversiones, pese a los esfuerzos del Estado por atraer capital extranjero.
La situación en general de extrema penuria favorece la proliferación tanto de las corruptelas, como del contrabando y del mercado negro.
Según el Índice mundial de innovación, a cargo de la Organización Mundial de la Propiedad Intelectual, en 2024, Birmania se ubicó en lugar 125 en innovación entre 133 países del mundo y el lugar 116 en 2022.

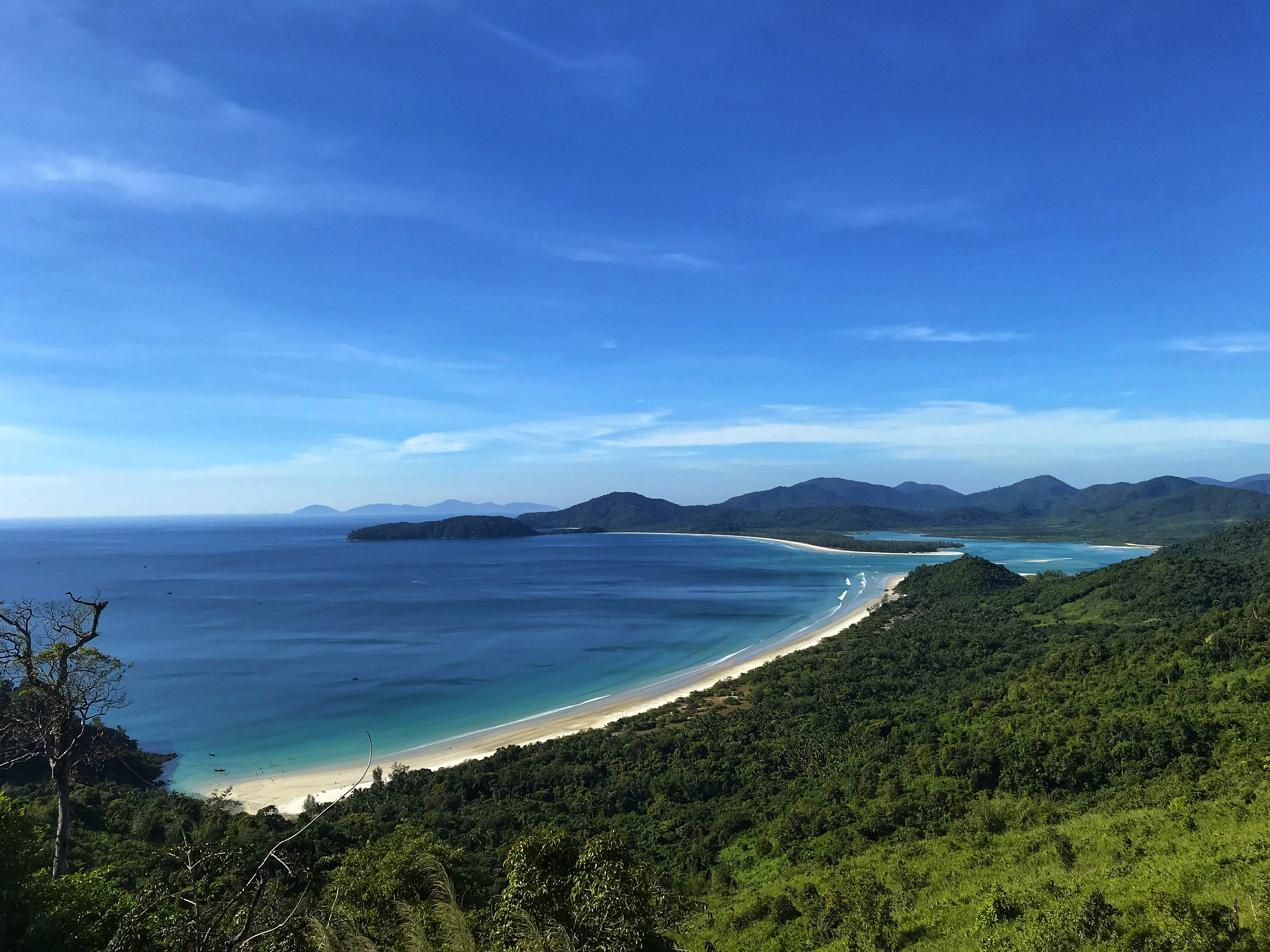
Isla Grandfather en Birmania

### Turismo
El Gobierno recibe un porcentaje significativo de los ingresos de los servicios turísticos del sector privado. Entre los destinos turísticos disponibles más populares de Birmania figuran grandes ciudades como Rangún y Mandalay; lugares religiosos en el estado de Mon, Pindaya, Bago y Hpa-An; rutas naturales en el lago Inle, Kengtung, Putao, Pyin Oo Lwin; ciudades antiguas como Bagan y Mrauk-U; así como playas en Nabule, Ngapali, Ngwe-Saung, Mergui. No obstante, gran parte del país está vedado a los turistas, y las interacciones entre los extranjeros y la población de Birmania, sobre todo en las regiones fronterizas, están sujetas al escrutinio policial. No se debe hablar de política con los extranjeros, bajo pena de cárcel y, en 2001, la Junta de Promoción del Turismo de Birmania emitió una orden para que los funcionarios locales protegieran a los turistas y limitaran el "contacto innecesario" entre extranjeros y birmanos de a pie.
La forma más habitual de entrar en el país es por vía aérea. Según el sitio web Lonely Planet, entrar en Birmania es problemático: "Ningún servicio de autobús o tren conecta Birmania con otro país, ni se puede viajar en auto o moto a través de la frontera; hay que cruzarla a pie". Además, afirman que "no es posible para los extranjeros ir a/desde Birmania por mar o río". Hay unos pocos pasos fronterizos que permiten el paso de vehículos privados, como la frontera entre Ruili (China) y Mu-se, la frontera entre Htee Kee (Birmania) y Phu Nam Ron (Tailandia) -la frontera más directa entre Dawei y Kanchanaburi-, y la frontera entre Myawaddy y Mae Sot (Tailandia). Al menos una empresa turística ha gestionado con éxito rutas comerciales por tierra a través de estas fronteras desde 2013.
Hay vuelos disponibles desde la mayoría de los países, aunque los vuelos directos se limitan principalmente a aerolíneas tailandesas y de otros países de la ASEAN. Según la revista Eleven, "en el pasado, solo había 15 aerolíneas internacionales y cada vez más aerolíneas han empezado a lanzar vuelos directos desde Japón, Catar, Taiwán, Corea del Sur, Alemania y Singapur. Las ampliaciones estaban previstas para septiembre de 2013, pero se trata principalmente de aerolíneas tailandesas y de otros países asiáticos.

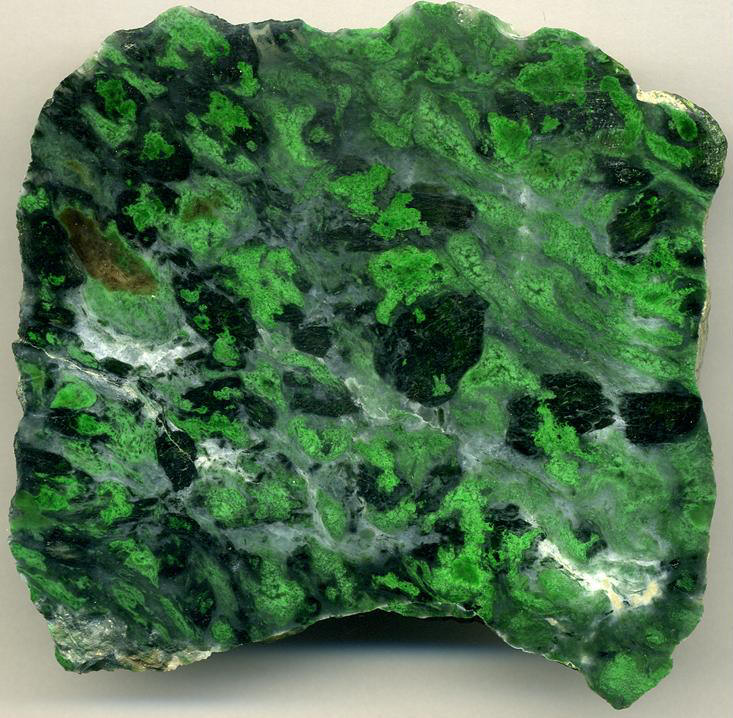
Jade kosmocloro de la zona de Hpakan-Tawmaw (casi del final Jurásico, de 147 millones de años) del norte de Birmania.

### Minería
Birmania produce piedras preciosas como rubíes, zafiros, perlas y jade. Los rubíes son la mayor fuente de ingresos; el 90% de los rubíes del mundo proceden del país, cuyas piedras rojas son apreciadas por su pureza y tonalidad. Tailandia compra la mayoría de las gemas del país. El "Valle de los Rubíes" de Birmania, la zona montañosa de Mogok, 200 km al norte de Mandalay, destaca por sus raros rubíes sangre de paloma y zafiros azules.
Muchas empresas joyeras estadounidenses y europeas, entre ellas Bulgari, Tiffany y Cartier, se niegan a importar estas piedras debido a los informes sobre las deplorables condiciones de trabajo en las minas. Human Rights Watch ha instado a que se prohíba totalmente la compra de gemas birmanas basándose en estos informes y porque casi todos los beneficios van a parar a la junta gobernante, ya que la mayor parte de la actividad minera del país está gestionada por el gobierno. El gobierno de Birmania controla el comercio de gemas mediante la propiedad directa o mediante empresas conjuntas con propietarios privados de minas.
Los elementos de tierras raras son también una exportación importante, ya que Birmania suministra alrededor del 10% de las tierras raras del mundo[305]. El conflicto en el estado de Kachin ha amenazado las operaciones de sus minas a partir de febrero de 2021.
Otras industrias incluyen productos agrícolas, textiles, productos de madera, materiales de construcción, gemas, metales, petróleo y gas natural. La Sociedad de Ingeniería de Birmania ha identificado al menos 39 emplazamientos capaces de producir energía geotérmica y algunos de estos yacimientos hidrotermales se encuentran bastante cerca de Rangún, lo que supone un importante recurso infrautilizado para la producción eléctrica.

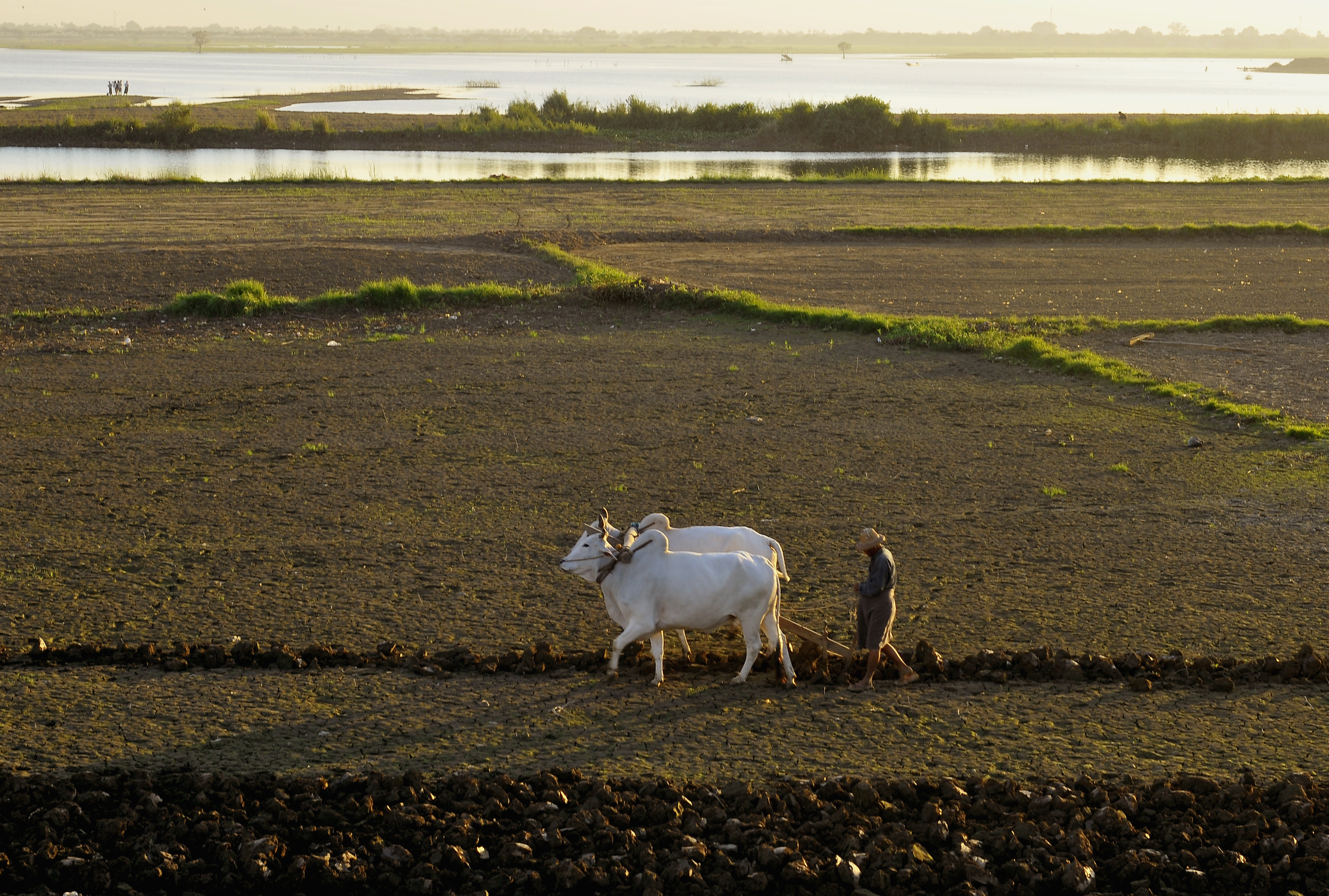
Campesino birmano labrando la tierra con Bueyes

### Agricultura
La agricultura en Birmania es la principal industria del país, representa el 60% del PIB y da empleo a cerca del 65% de la población activa.  Birmania fue en su día el mayor exportador de arroz de Asia, y el arroz sigue siendo el producto agrícola más importante del país.
Otros cultivos importantes son las legumbres, las judías, el sésamo, los cacahuetes, la caña de azúcar, la madera y el pescado. Además, se cría ganado como fuente de alimentos y de mano de obra.

Históricamente y en la actualidad, el principal método para obtener tierras cultivables es el de roza, tumba y quema (también conocido como "cultivo itinerante" o "swiddening"), que consiste en prender fuego a zonas de bosque primario o secundario para crear campos en los que cultivar. Después de que estos campos se utilicen durante un tiempo y se agoten los nutrientes del suelo, la tierra se abandona y se deja crecer libremente. El crecimiento comienza entre uno y tres años después del abandono de la tierra, y en un plazo de 10 a 20 años vuelve a ser capaz de albergar un bosque secundario establecido. 

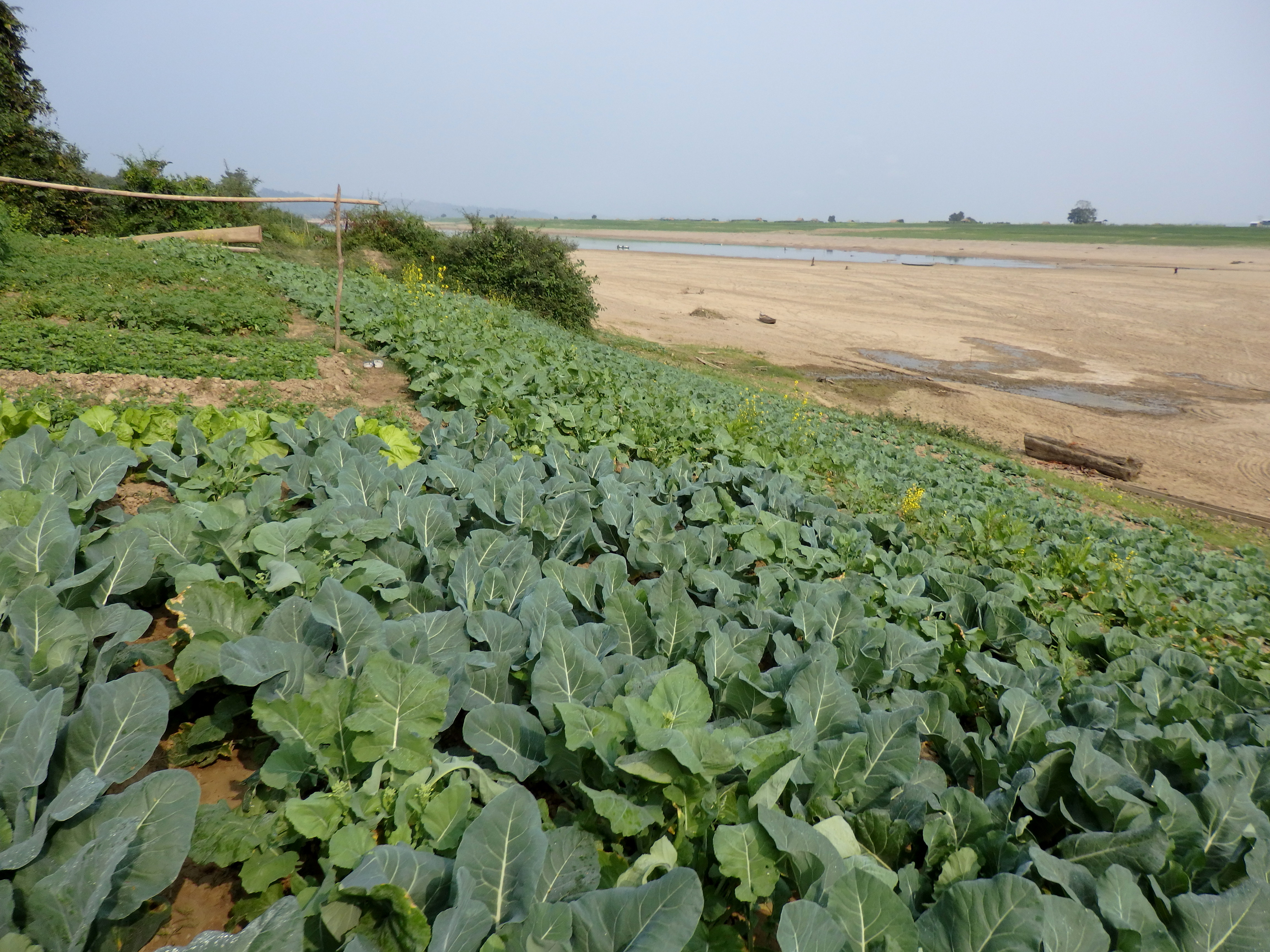
Cultivo en Mawlaik, Birmania

A veces, esta tierra cultivable se convierte en arrozales, una técnica agrícola habitual en el sur y el este de Asia. En Birmania, los arrozales sólo se inundan ocasionalmente por los ríos, mientras que la mayor parte del tiempo los agricultores dependen de la estación de los monzones para obtener el agua necesaria. Los arrozales tienen un "subsuelo impermeable", encima del cual hay una capa saturada de barro y, por último, unos 10 a 15 centímetros de agua.
Los agricultores birmanos crían ganado tanto para la alimentación como para el trabajo. Entre ellos hay vacas, búfalos de agua, cabras, ovejas, bueyes, gallinas y cerdos. Los bueyes y los búfalos de agua se utilizan como animales de tiro en todo el país, mientras que la mayoría del ganado vacuno se cría en las regiones más áridas del norte. Los granjeros crían cabras en los pastos por su leche.
Los granjeros de Birmania se vieron afectados por el brote de la cepa H5N1 de la gripe aviar en Asia. Al principio, las regiones birmanas de Mandalay y Sagaing se vieron afectadas, lo que provocó el sacrificio de varios miles de pollos, codornices y sus huevos. Sin embargo, a partir de 2006, las autoridades ganaderas del país anunciaron un plan para financiar la reposición de aves y piensos para las granjas avícolas afectadas.

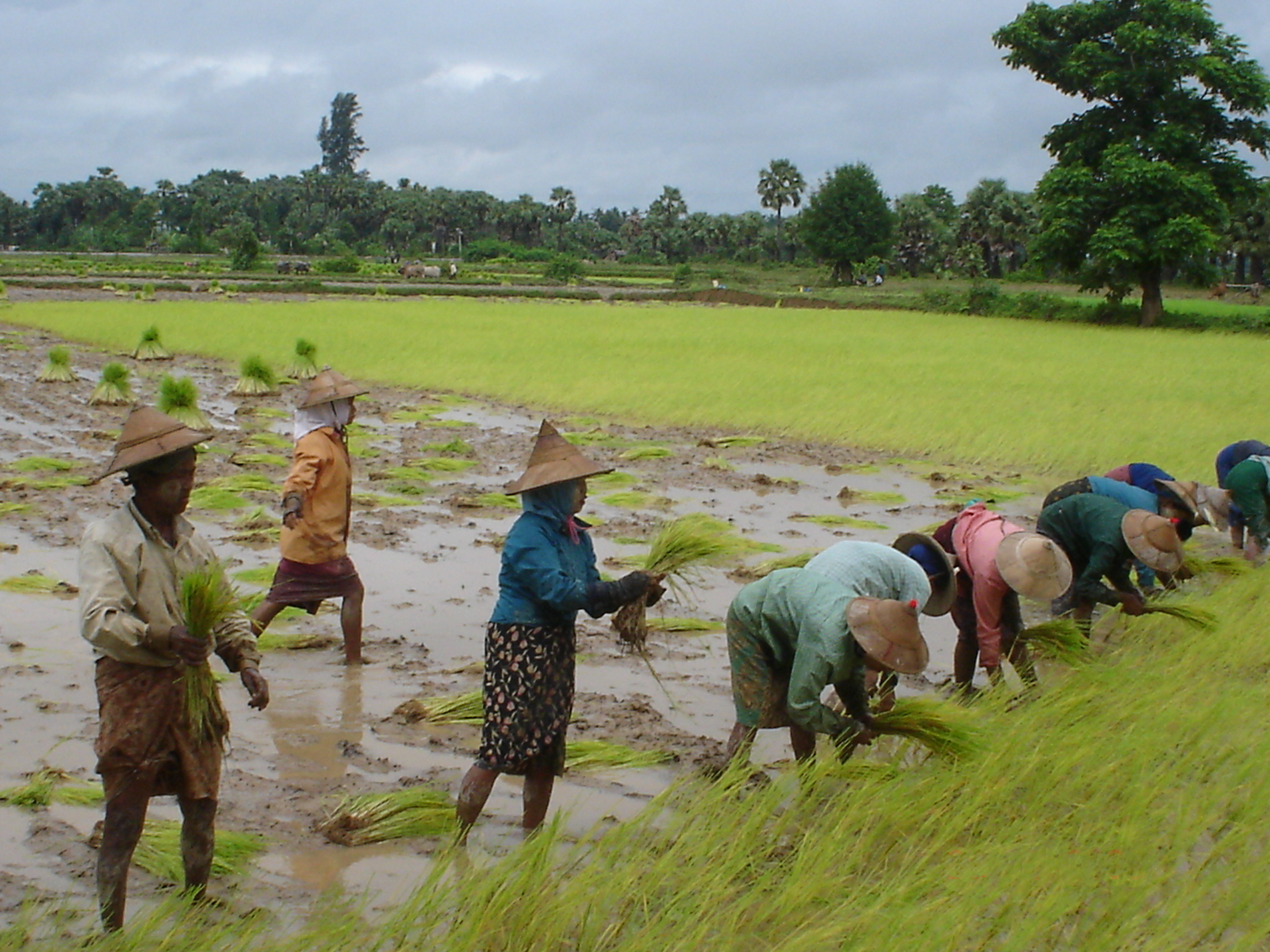
El cultivo de arroz supone una parte importante de la agricultura birmana.

La pesca representa una buena parte de la producción alimentaria de Birmania. Se pesca tanto en agua salada como dulce, y se calcula que hay hasta 300 especies en las aguas dulces birmanas. De ellas, hay varias especies endémicas, como el Indostromus paradoxus del lago Indawgyi, en el norte de Birmania. Además, el pescado seco y salado es parte integrante de la cocina del país y la principal fuente de proteínas de la dieta birmana.
En Birmania hay varios tipos de pesca: costera y de altura. La mayoría de estos peces se capturan por medios comerciales, que incluyen el uso de redes de arrastre, redes de cerco, redes de deriva y redes de enmalle. Una minoría sigue utilizando técnicas tradicionales, como el anzuelo y el sedal, la red arrojadiza, la red de bolsa, la red de enmalle de trasmallo, la red de elevación y las trampas. En 2003, la pesca de arrastre representó el 40% de las capturas.
En la década de 1980, el gobierno birmano intentó fomentar la pesca de altura, y desde entonces se ha producido un aumento constante de las capturas anuales. En 1989, las empresas tailandesas obtuvieron permiso para pescar en las aguas costeras de Birmania, utilizando arrastreros para capturar peces.

## Demografía

Distribución de grupos etnolingüísticos de Birmania

Su población, de alrededor de 60 millones de habitantes, es eminentemente rural, y con una de las esperanzas de vida más bajas de la región, fruto entre otros motivos de la gran inestabilidad del país durante años, que ha provocado también un importante éxodo a otros países, principalmente al Reino Unido y Australia, entre otros países de habla inglesa en búsqueda de mejores condiciones de vida.

### Grupos étnicos
El gobierno de Birmania reconoce 135 grupos étnicos distintos. Existen al menos 108 grupos etnolingüísticos diferentes en el país, formados principalmente por pueblos tibeto-birmanos distintos, pero con poblaciones considerables de pueblos tai-kadai, hmong-mien y austroasiáticos (mon-jemer).
Se calcula que los birmanos constituyen el 68% de la población, los shan el 10%, los karen el 7% y los rakáin el 4%. Los chinos de ultramar constituyen aproximadamente el 3% de la población. Los grupos étnicos minoritarios de Birmania prefieren el término "nacionalidad étnica" al de "minoría étnica", ya que el término "minoría" fomenta su sensación de inseguridad ante lo que suele describirse como "birmanización", es decir, la proliferación y dominación de la cultura dominante birmana sobre las culturas minoritarias.
Los mon, que constituyen el 2% de la población, están emparentados etnolingüísticamente con los jemeres. Los indios de ultramar son el 2%. El resto son kachin, chin, rohinyás, angloindios, gurjas, nepalíes y otras minorías étnicas. En este grupo se incluyen los anglobirmanos. Los anglobirmanos, que en su día formaron una comunidad numerosa e influyente, abandonaron el país en corrientes constantes a partir de 1958, principalmente hacia Australia y el Reino Unido. Se calcula que 52.000 anglobirmanos permanecen en Birmania. En 2009, 110.000 refugiados birmanos vivían en campos de refugiados en Tailandia.
Hay campos de refugiados a lo largo de las fronteras con India, Bangladés y Tailandia, y varios miles en Malasia. Según cálculos conservadores, hay más de 295.800 refugiados de las minorías de Birmania, en su mayoría rohinyá, karen y karenni, principalmente a lo largo de la frontera entre Tailandia y Birmania, dónde hay nueve campos de refugiados permanentes, la mayoría de los cuales se crearon a mediados de la década de 1980. Los campos de refugiados están bajo el cuidado del Consorcio Fronterizo Birmano-Tailandés (TBBC). Desde 2006, más de 55.000 refugiados birmanos han sido reasentados en Estados Unidos.
La persecución de los indios birmanos, los chinos birmanos y otros grupos étnicos tras el golpe militar encabezado por el general Ne Win en 1962 provocó la expulsión o emigración de 300.000 personas, que emigraron para escapar de la discriminación racial y de la nacionalización generalizada de la empresa privada que tuvo lugar en 1964. Los anglobirmanos de esta época huyeron del país o cambiaron sus nombres y se mezclaron con la sociedad birmana en general.
Muchos rohinyá musulmanes han huido de Birmania. Muchos refugiados se dirigieron a la vecina Bangladés, entre ellos, 200.000 en 1978 como consecuencia de la operación Rey Dragón en Arakán. 250.000 más se marcharon en 1991.

### Lenguas de Birmania
Birmania es un país bastante diverso desde el punto de vista etnolingüístico. En su territorio confluyen tres grandes familias lingüísticas de Asia: la familia tibeto-birmana, la familia austroasiática y la familia tai-kadai. El principal idioma del país, el idioma birmano, es una lengua tibeto-birmana del grupo lolo-búrmico.

### Educación

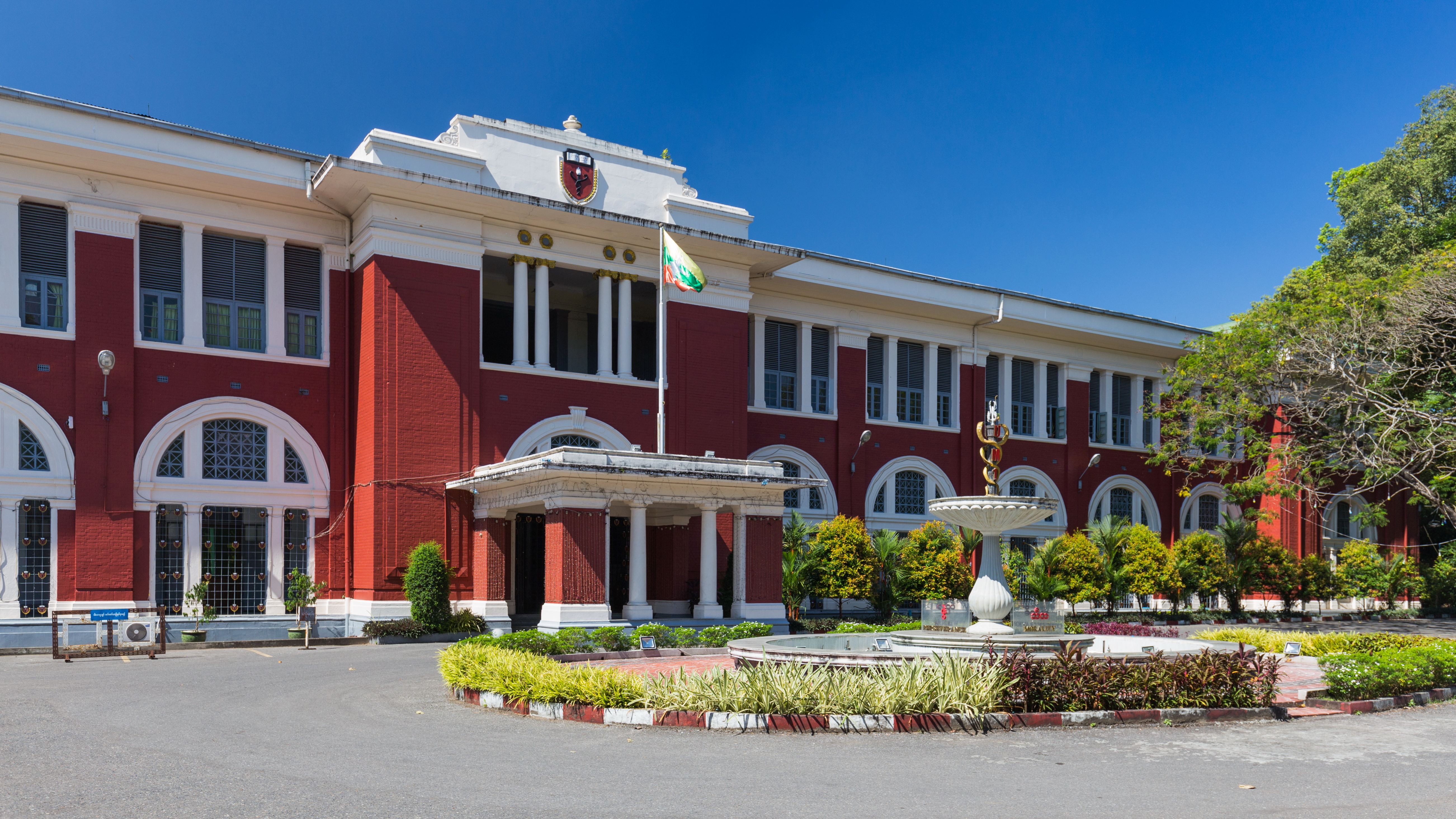
Universidad Médica de Rangún

Existen tres tipos de educación en el país: pública, privada y religiosa, principalmente budista. El Ministerio de Educación (el Ministerio de Asuntos Religiosos para las escuelas monásticas y el Ministerio de Asuntos Fronterizos para las zonas no seguras de minorías étnicas) ofrece una educación oficialmente gratuita y obligatoria de cinco años para los niños de cinco a nueve años de edad. La enseñanza secundaria, que está sujeta a un examen de las asignaturas troncales, consta de una "escuela media" de cuatro años y una "escuela secundaria" de dos años. 

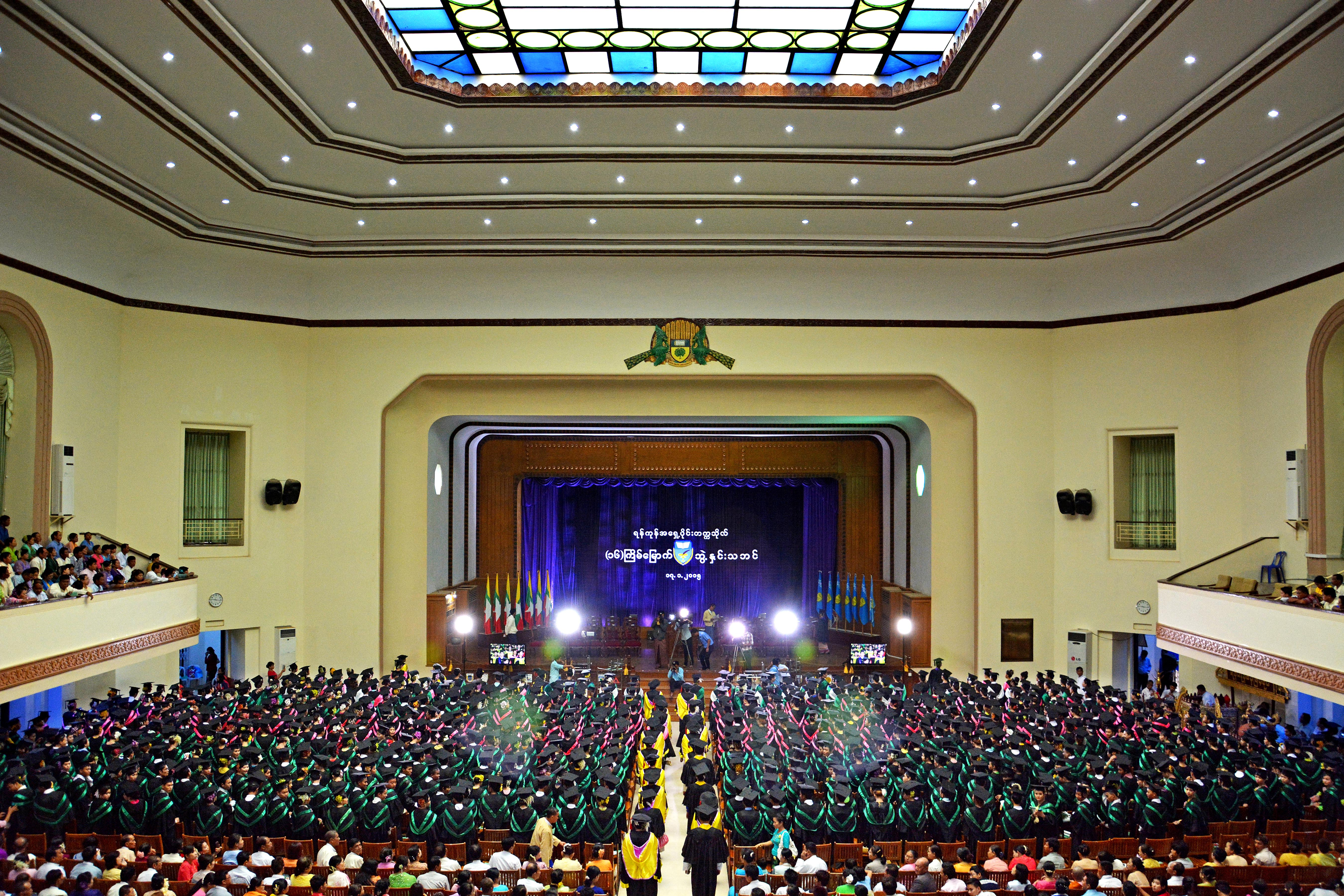
Graduación en la Universidad de Rangún

Al final del curso, la superación del examen de matriculación permite el acceso a universidades e institutos. El curso escolar comienza en junio y termina en marzo. La enseñanza superior, cuyos principales centros se encuentran en Rangún, Mandalay y Taunggyi, también es principalmente competencia del Ministerio de Educación e incluye universidades e institutos, equivalentes a las grandes écoles francesas. El acceso a estas instituciones se basa en las notas obtenidas en el examen de matriculación. Los estudios se organizan según el sistema anglosajón, licenciatura, máster, doctorado etc. La enseñanza a distancia existe desde 1992. El Instituto Francés de Birmania (IFB), antigua Alianza Francesa, está situado en Rangún.

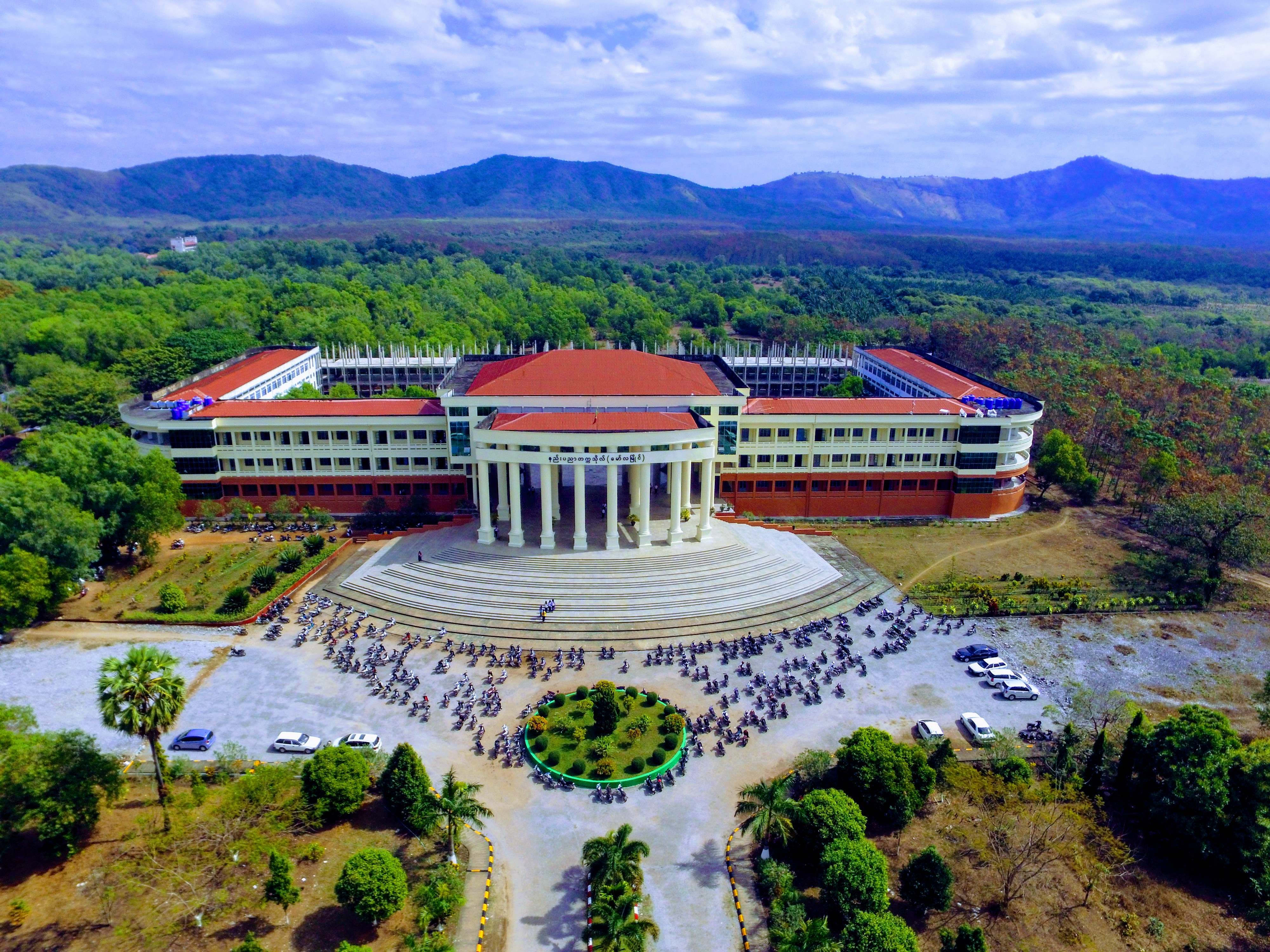
Universidad tecnológica de Mawlamyaing en el estado de Mon

La mayoría de las universidades cerradas y/o trasladadas a las afueras en diciembre de 1996 por razones de seguridad han vuelto a abrir. Pero el sistema escolar a todos los niveles sigue siendo muy deficiente, debido a la situación socioeconómica del país, la insuficiente financiación (1,93% del PIB en 2019), la inadecuada formación del profesorado y la corrupción endémica. La escolarización mejoró innegablemente entre 2010 y 2014, y el número de niños sin escolarizar se redujo de 649.341 a 284.278, según la Unesco, pero, en la misma fecha, uno de cada cinco niños (1.700.000) seguía trabajando en lugar de ir a la escuela. Muchas familias no pueden permitirse pagar el material escolar y los uniformes, mientras que las escuelas tienen que depender de donaciones para proporcionar el equipamiento esencial, y los salarios de los profesores son irrisorios. Según UNICEF, en 2010 sólo el 28% de los niños de las familias más pobres estaban escolarizados.
La necesidad de reformar el sistema educativo fue subrayada por la consejera de Estado, Aung San Suu Kyi, que firmó el prefacio del Plan Estratégico Nacional de Educación (NESP, por sus siglas en inglés). Este ambicioso programa, desarrollado a lo largo de tres años con la ayuda de donantes y asesores extranjeros y presentado a finales de febrero de 2017, abarca el periodo 2016-202195 . Prevé profundas transformaciones para alcanzar un nivel cercano al de los sistemas educativos de los países de la Asean: aumentar la educación básica de 11 a 13 años desarrollando especialmente la atención a la primera infancia, modificar los planes de estudio y los métodos para fomentar la iniciativa y la apertura mental de los alumnos, mientras que hoy reina la "memorización", y hacer eficaces la educación y la formación profesionales, abriendo puestos de trabajo cualificados en fase con el progreso económico del país.

### Religión

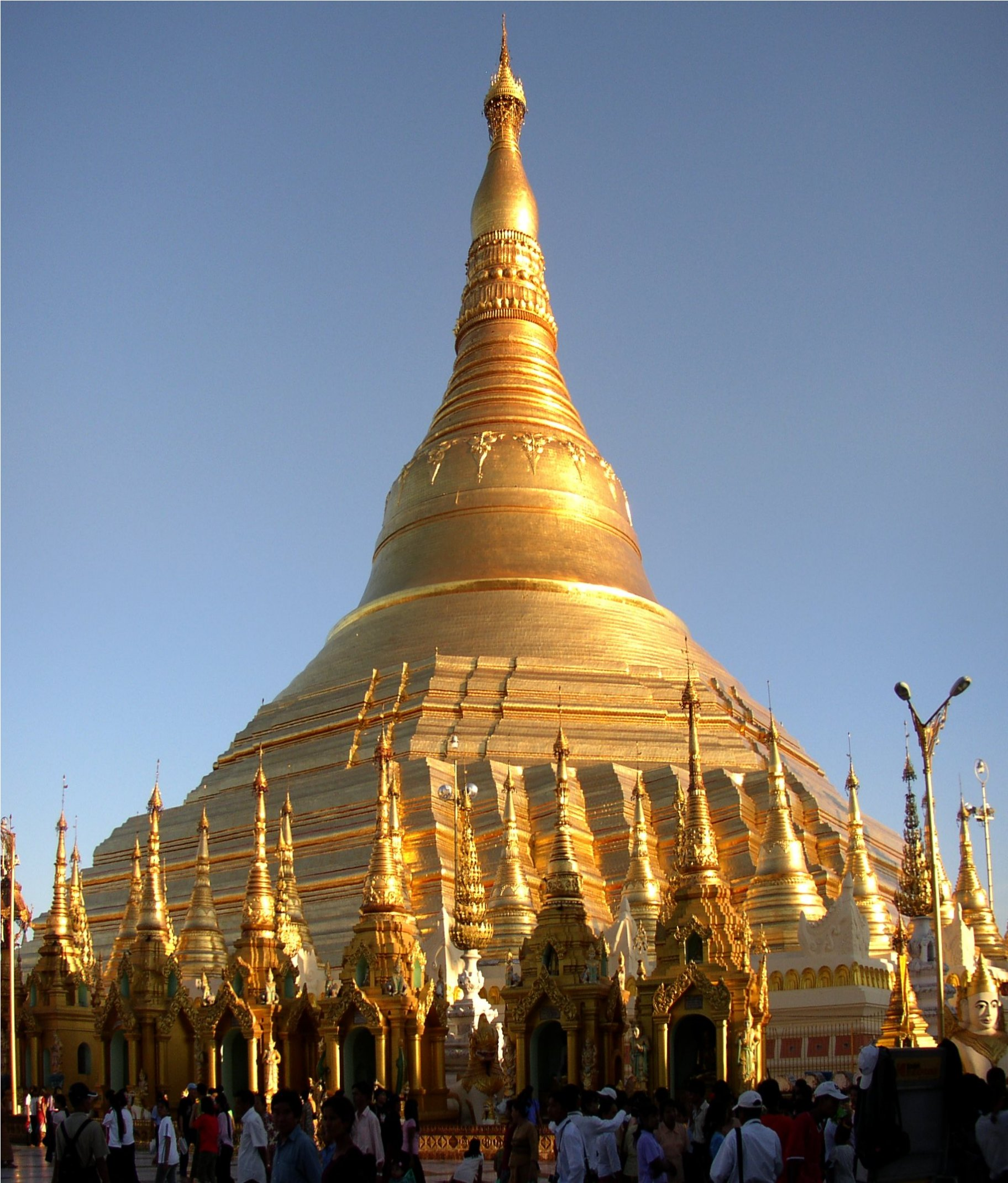
La pagoda Shwedagon en Rangún

El 89% de la población practica el budismo (mayoritariamente Theravāda). El 9% de la población profesa el cristianismo, otro 4% el islam, un 1% tienen creencias animistas; y el 2% sigue otras religiones incluyendo el budismo Mahāyāna, el hinduismo y otras religiones de China.
El budismo en Birmania es predominantemente de tradición Theravāda mezclada con creencias locales. Según el censo de 2014 realizado por el Gobierno bajo los auspicios de las Naciones Unidas, lo practica casi el 88% de la población, especialmente entre los bamar, rakhine, shan, mon y chinos. El budismo theravada fue introducido en Birmania por enviados del rey Ashoka en el siglo II a. C. El budismo Mahayana no apareció hasta diez siglos después, en las regiones cercanas a la frontera china, seguido pronto por el Vajrayana. 
Las tres escuelas coexistieron hasta el reinado del rey Anawrahta (siglo XI), que se decantó por el Theravada e intentó devolverle su pureza original. Quiso, por ejemplo, prohibir el culto a los nats, pero al darse cuenta de que los birmanos no estaban dispuestos a abandonar esta creencia y, por tanto, podrían alejarse del budismo, permitió la presencia de nats en los santuarios, siempre que se mantuviera la preeminencia de Buda. 
La originalidad del budismo birmano reside precisamente en la forma en que ha asimilado las creencias populares sobre los espíritus. En la actualidad, el 85% de la población practica el budismo theravada, en el que aún se dejan sentir con fuerza influencias animistas, tántricas, hindúes y mahayana. La pagoda de Shwedagon ("dragón dorado" en birmano), construida entre los siglos V y X, es uno de los principales templos de Birmania.

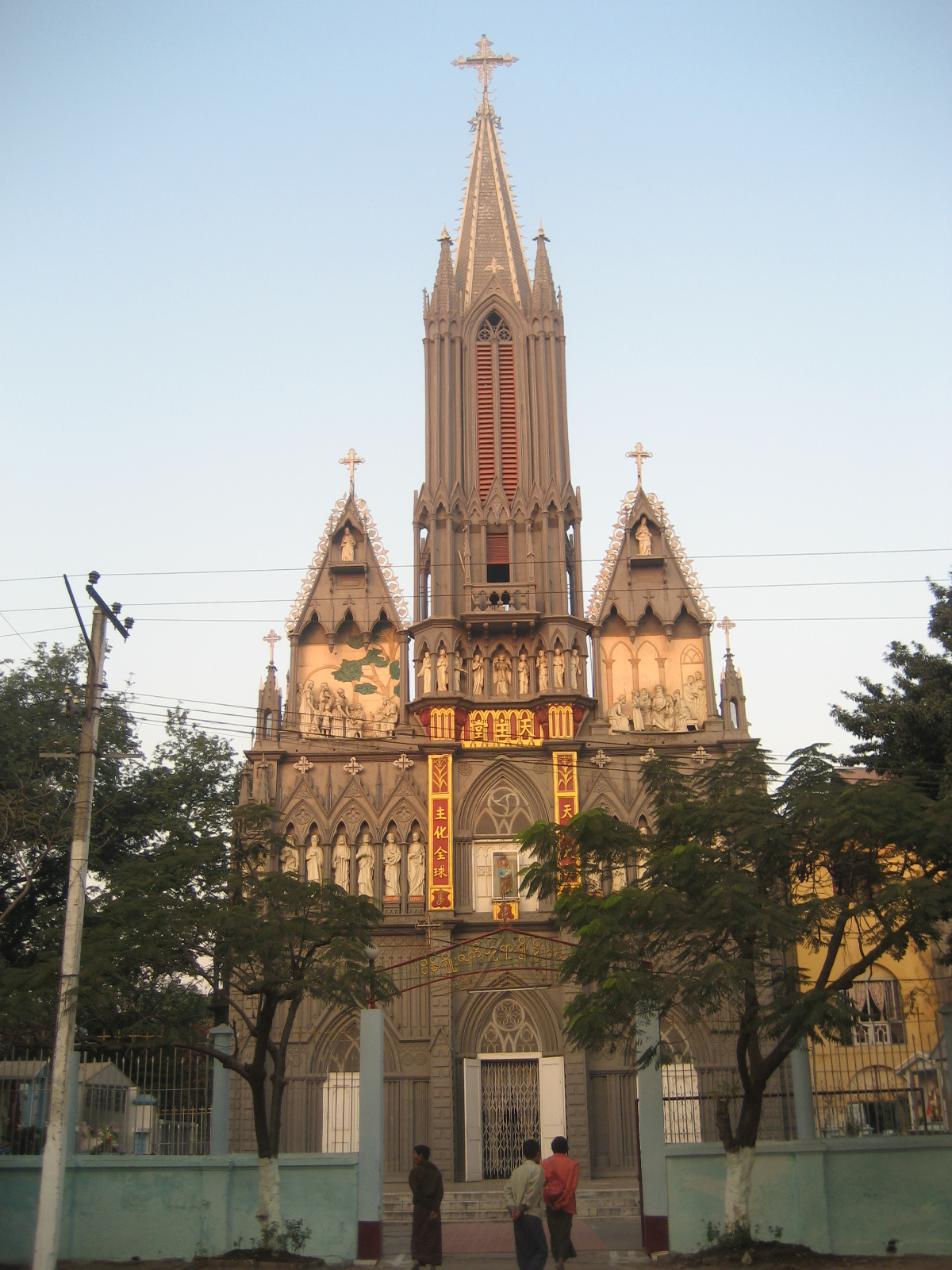
Iglesia de San José en Mandalay

El cristianismo es practicado por al menos el 6% de la población, principalmente entre las minorías étnicas, chin, kachin, menton, karen, así como entre los euroasiáticos. El 85,9% de la población del Estado de Chin es cristiana. Aproximadamente cuatro quintas partes de los cristianos del país son de diversos grupos protestantes. La Convención Bautista de Birmania se fundó en 1865. En 2017, según los informes, contaba con 5.126 iglesias y 999.316 miembros. Los católicos llegaron en el siglo XVI, los testigos de Jehová apolíticos (políticamente neutrales) comenzaron su actividad en 1914 constituyen el resto. En 1548, San Francisco Javier solicitó al padre Rodríguez misioneros para Pegu, pero no se sabe nada del resultado de su petición.
En 1603, el mercenario Filipe de Brito e Nicote estableció en Thanlyin un gobierno portugués apoyado por Goa. El país estaba sumido en el caos. Durante ese periodo, la misión católica dependía de los portugueses en Birmania. El rey Anaukpetlun, nieto de Bayinnaung, derrotó a los portugueses en 1613 y se interrumpió la labor misionera. Durante ese periodo, el conocido príncipe heredero y poeta birmano Natshinnaung se convirtió al catolicismo y fue bautizado por un sacerdote de Goa.
En 1699, el vicario apostólico de Siam y el obispo de Meliapur (India portuguesa) tuvieron una disputa por la jurisdicción sobre Pegu, y Charles-Thomas Maillard De Tournon, Legatus a latere, decidió en contra del vicario apostólico.

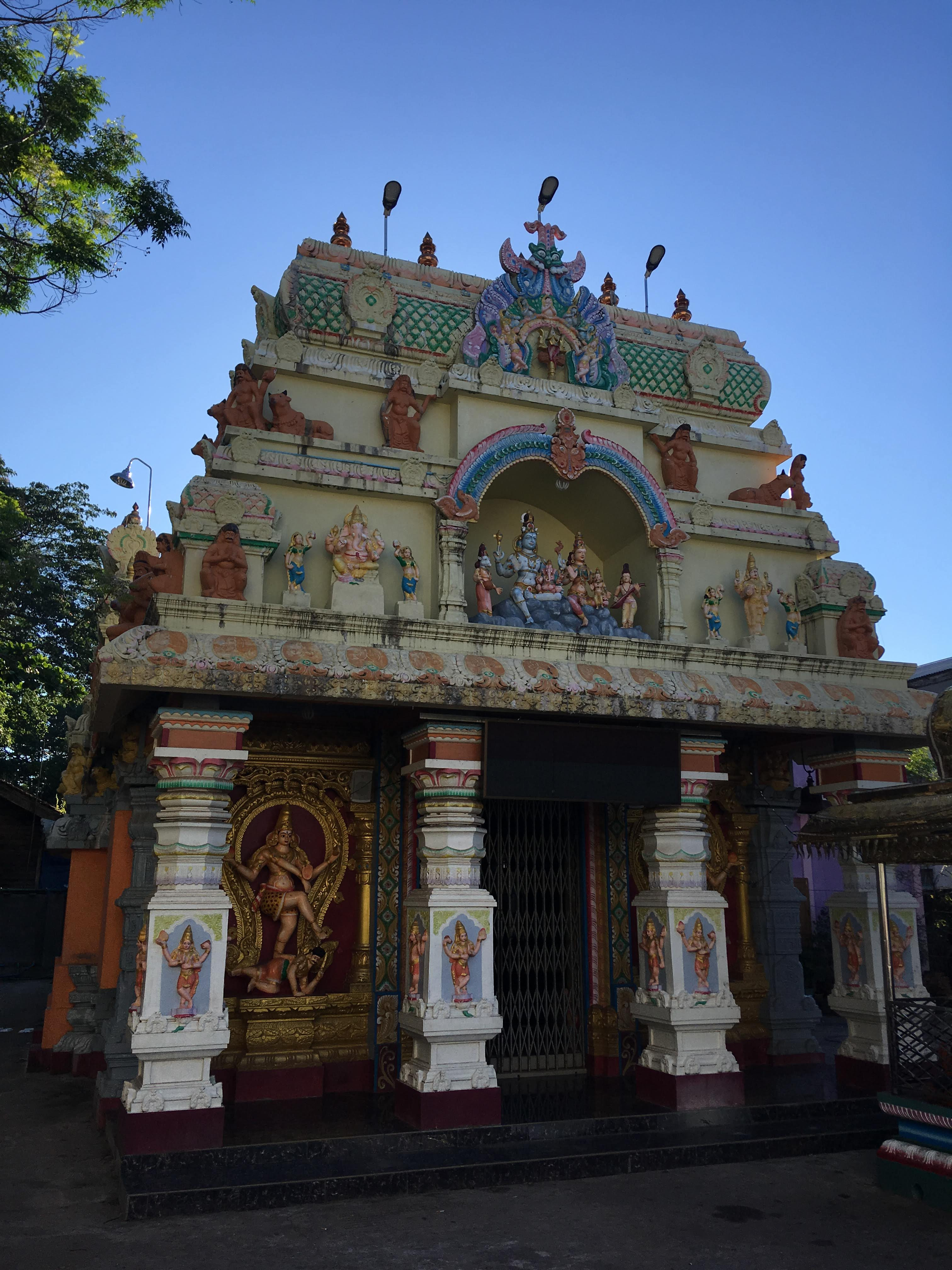
Templo hindú en Mawlamyaing

La verdadera obra de evangelización de Ava y Pegu comenzó bajo el pontificado de Inocencio XIII, quien, en 1722, envió a Birmania al padre Sigismond de Calchi, barnabita, y al padre Vittoni, de la misma orden. Después de muchas pruebas y tribulaciones, lograron obtener el permiso para predicar con plena libertad el Evangelio de Cristo. En 1741, Benedicto XIV estableció definitivamente la misión, nombrando vicario apostólico al padre Galizia y poniendo a los barnabitas al frente de la obra. El más conocido de los barnabitas fue el padre Sangermano, que trabajó en Ava y Rangún de 1783 a 1808; su Descripción del Imperio birmano se publicó por primera vez en 1833.
Al retirarse de la misión la Congregación de los Oblatos de la Virgen María, el vicariato quedó bajo el control del vicario apostólico de Siam en 1855. En esta fecha, los reinos de Ava y Pegu contaban con 11 sacerdotes y 5320 católicos.
En Birmania en la actualidad hay unos 750.000 católicos, aproximadamente. El país está dividido en dieciséis diócesis, tres de ellas archidiócesis. Cada una de las archidiócesis es también metropolitana.
El Islam, principalmente suní, es practicado por algo más del 4% de la población, lo que contradice las afirmaciones de los Ma Ba Tha, un grupo de monjes budistas extremistas, uno de los cuales, Ashin Sopaka, afirmó que su proporción era del 22%. Los musulmanes se dividen en indobirmanos, malayos, kamein, panthay y rohinyás.

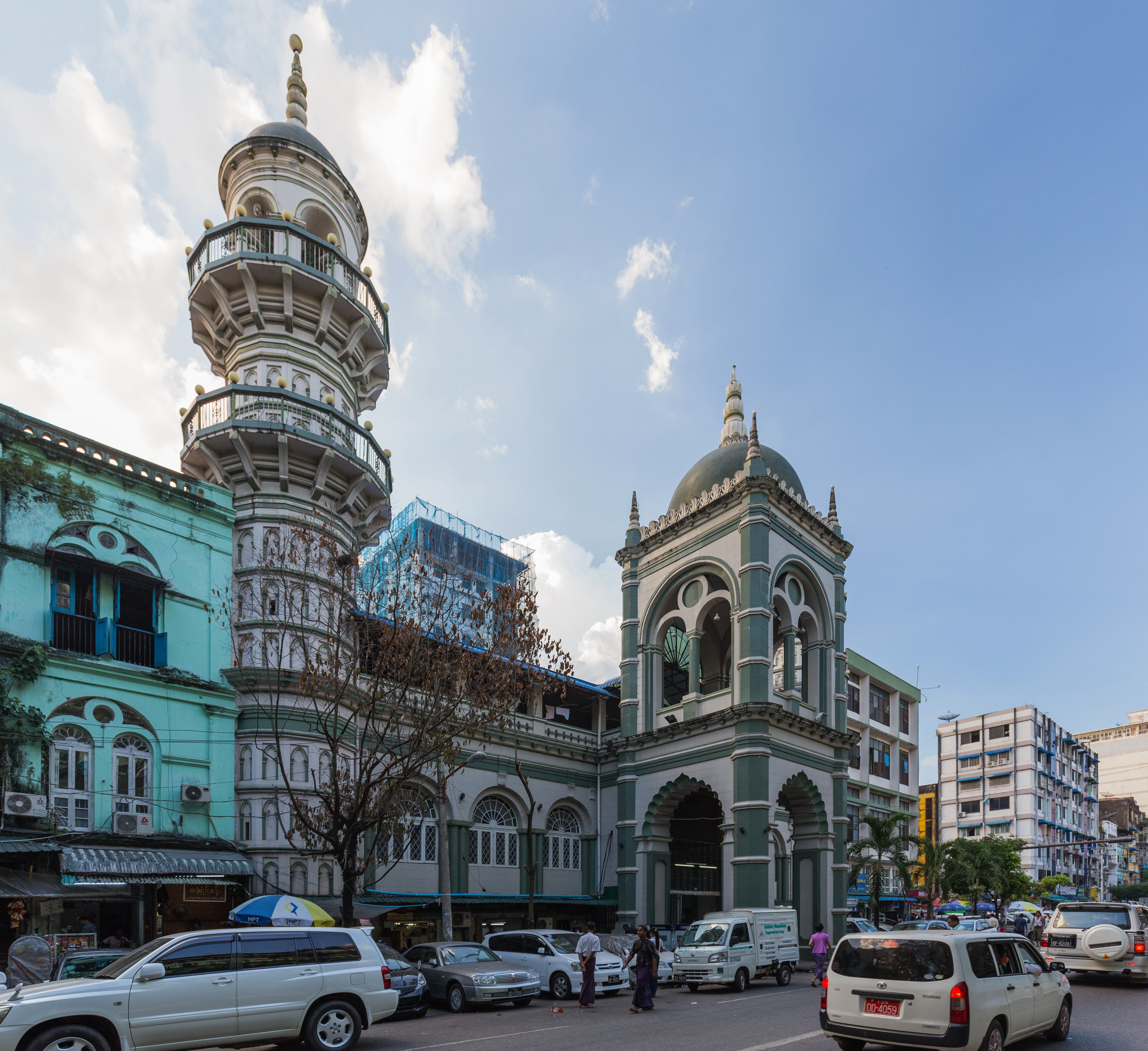
Mezquita en Rangún

El hinduismo es practicado principalmente por los indobirmanos.
Las poblaciones musulmana y cristiana sufren persecución religiosa. El gobierno militar revocó la ciudadanía a los musulmanes rohinyá en el norte de Rakáin y las poblaciones de la minoría étnica cristiana sufrieron ataques. Esta persecución de civiles es especialmente notable en el este de Birmania, donde en la última década se han destruido más de 3.000 aldeas.
Desde el 5 de septiembre de 2007, cuando unos monjes budistas fueron golpeados por milicianos de la junta birmana durante una manifestación en Pakokku, a 500 kilómetros al norte de Rangún, se ha desarrollado en toda Birmania un movimiento de protesta de los monjes. Este movimiento se produce tras las manifestaciones organizadas desde el 19 de agosto de 2007 en Rangún para protestar contra el aumento masivo de los precios del combustible y del transporte público. Iniciado por miembros de la opositora Liga Nacional para la Democracia, está liderado por Aung San Suu Kyi.
Desde 2016, la persecución y la violencia contra las minorías rohinyá (mayormente musulmanes) han ido en aumento. Cientos de miles de personas de esta etnia han huido a Bangladés.

## Cultura

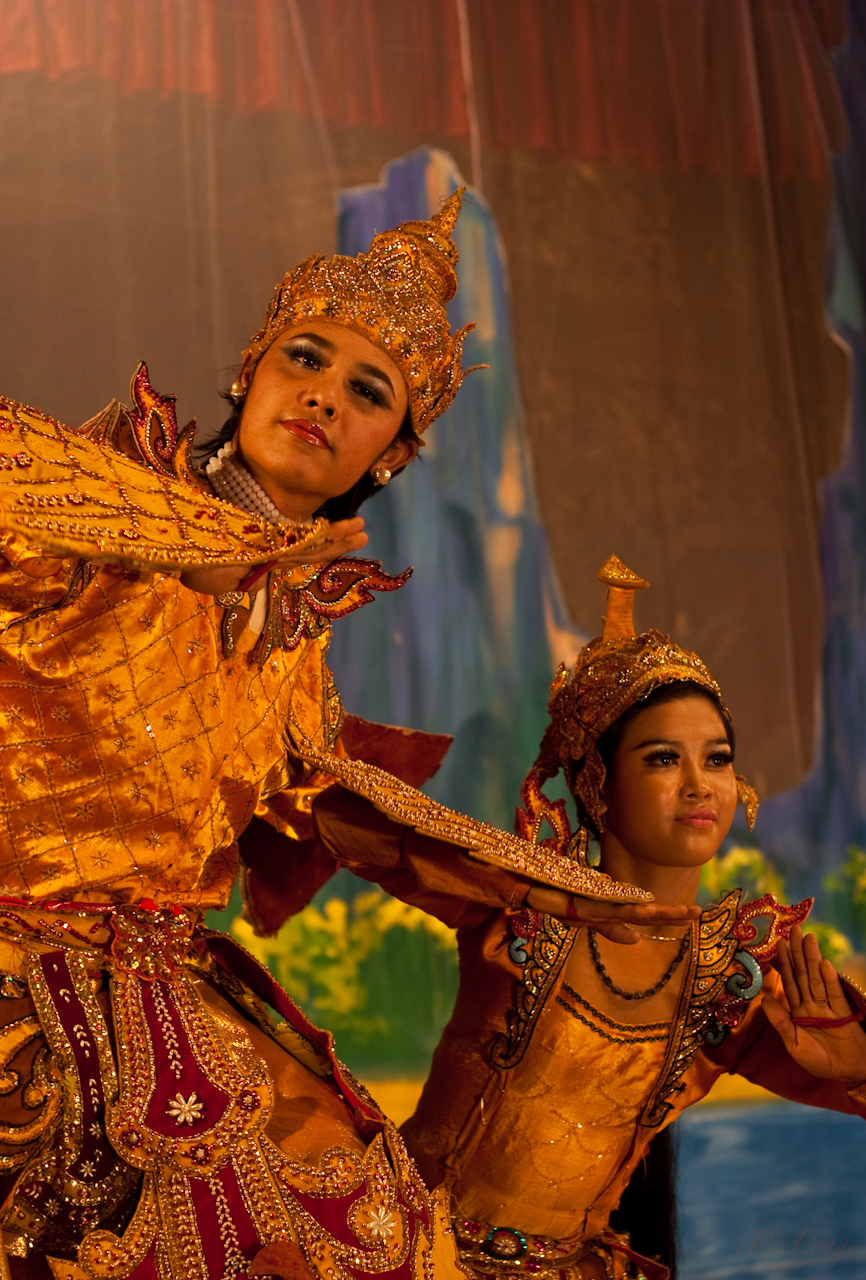
Rama (Yama) y Sita (Me Thida) en la versión birmana del Ramayana, Yama Zatdaw

La cultura de Birmania es una mezcla centenaria de influencias birmanas, chinas, indias y tailandesas. Esto se refleja en su idioma, en la cocina, y en la música. El arte ha estado influido históricamente por el budismo Theravāda, así como la literatura.
Sin embargo, actualmente, la cultura de Birmania está cada vez más occidentalizada; esto es muy notorio en áreas urbanas. Muchas personas, tanto las mujeres como los hombres, llevan un sarong llamado longyi, más conocido como pa-so en el caso de los hombres.

### Cine
La primera película de Birmania fue un documental sobre el funeral de Tun Shein, un destacado político de la década de 1910 que hizo campaña por la independencia birmana en Londres. La primera película muda birmana fue Myitta Ne Thuya (Amor y licor) en 1920, que tuvo un gran éxito, a pesar de su mala calidad debida a la posición fija de la cámara y a los inadecuados accesorios de la película. Durante las décadas de 1920 y 1930, muchas compañías cinematográficas birmanas realizaron y produjeron varias películas. La primera película sonora birmana se produjo en 1932 en Bombay, India, con el título Ngwe Pay Lo Ma Ya (El dinero no puede comprarlo). Después de la Segunda Guerra Mundial, el cine birmano siguió abordando temas políticos. Muchas de las películas producidas a principios de la Guerra Fría tenían un fuerte componente propagandístico.
En la época que siguió a los acontecimientos políticos de 1988, la industria cinematográfica ha estado cada vez más controlada por el gobierno. A las estrellas de cine que habían participado en actividades políticas se les prohibió aparecer en películas. El gobierno dicta normas estrictas de censura y determina en gran medida quién produce las películas, así como quién obtiene los premios de la Academia.
Con los años, la industria cinematográfica también ha pasado a producir muchas películas de bajo presupuesto directas a vídeo. La mayoría de las películas producidas hoy en día son comedias. En 2008, sólo se hicieron 12 películas dignas de ser consideradas para un premio de la Academia, aunque se produjeron al menos 800 VCD. Birmania es el tema principal de una novela gráfica de 2007 titulada Chroniques Birmanes, del autor y animador quebequés Guy Delisle. La novela gráfica se tradujo al inglés con el título Burma Chronicles en 2008. En 2009, se estrenó un documental sobre los videoperiodistas birmanos titulado Burma VJ, que fue nominado al Mejor Largometraje Documental en los Premios de la Academia de 2010. Su estreno mundial tuvo lugar el 12 de septiembre de 2011 en la 36.ª edición del Festival Internacional de Cine de Toronto.

### Medios de comunicación e Internet
Debido al clima político de Birmania, no hay muchas empresas de medios de comunicación en relación con la población del país. Algunos son de propiedad privada. Toda la programación debe contar con la aprobación de la junta de censura. El gobierno birmano anunció el 20 de agosto de 2012 que dejaría de censurar los medios antes de su publicación. Tras el anuncio, los periódicos y otros medios de comunicación ya no necesitan la aprobación de los censores estatales; sin embargo, los periodistas del país pueden seguir enfrentándose a consecuencias por lo que escriben y dicen. En abril de 2013, se publicaron informes de medios de comunicación internacionales para dar cuenta de la promulgación de las reformas de liberalización de los medios anunciadas en agosto de 2012. Por primera vez en muchas décadas, comenzaron a publicarse en el país periódicos de propiedad privada.
Se calcula que el uso de Internet es relativamente bajo en comparación con otros países. Internet en Birmania solía estar sometido a censura, y las autoridades veían los correos electrónicos y las publicaciones en blogs de Internet hasta 2012, cuando el gobierno eliminó la censura de los medios de comunicación. Durante los días de estricta censura, se reguló la actividad en los cibercafés, y un bloguero llamado Zarganar fue condenado a prisión por publicar un vídeo de la destrucción causada por el ciclón Nargis en 2008; Zarganar fue puesto en libertad en octubre de 2011.

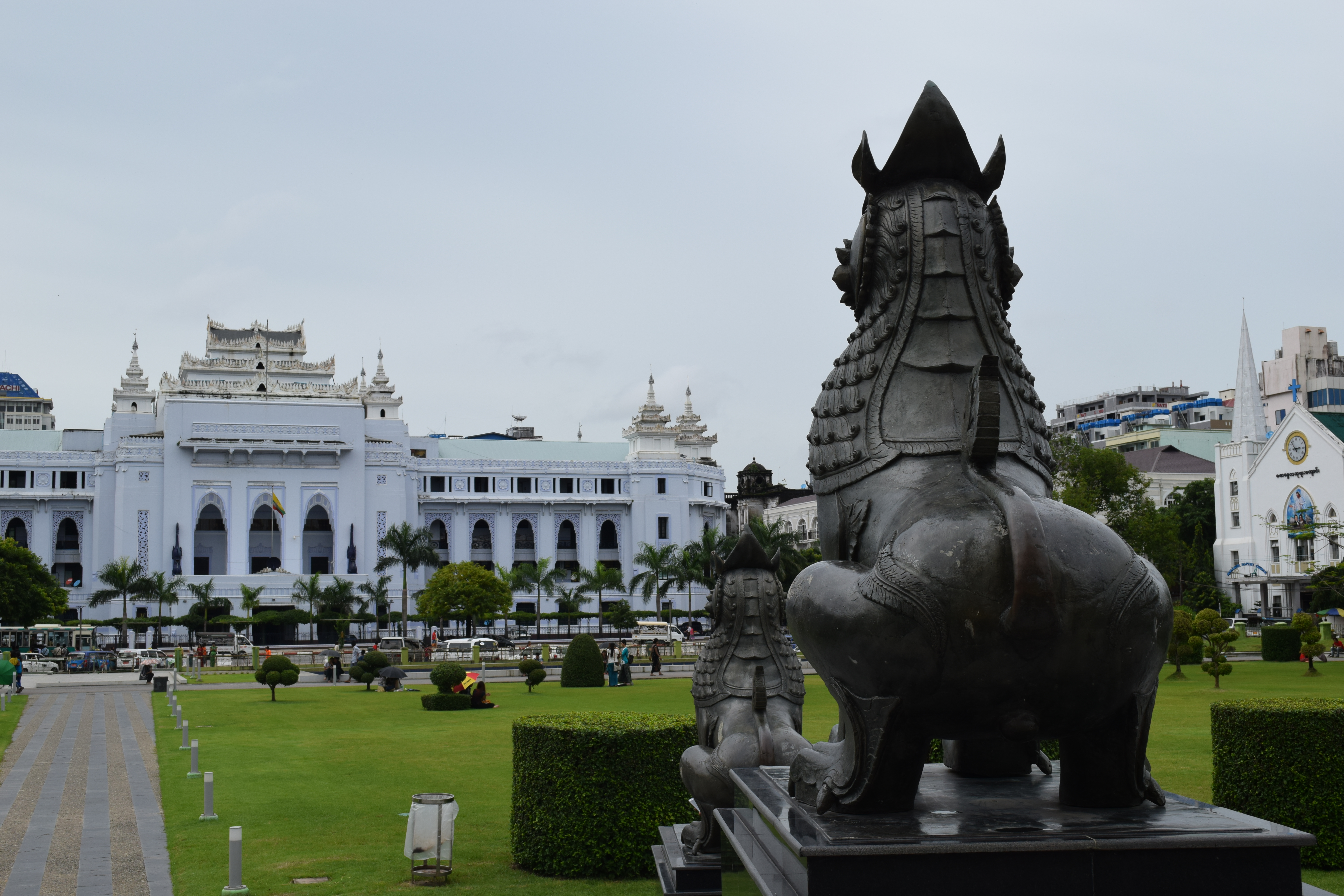
Sede del ayuntamiento o Alcaldía de Rangún

En cuanto a la infraestructura de comunicaciones, Birmania es el último país asiático en el Índice de Preparación para las Redes (NRI) del Foro Económico Mundial, un indicador para determinar el nivel de desarrollo de las tecnologías de la información y la comunicación de un país. Con 139 países informados, Birmania ocupó el puesto 133 en la clasificación general del NRI de 2016.

### Arquitectura
La arquitectura de Birmania, en el Sudeste Asiático, incluye estilos arquitectónicos que reflejan la influencia de las naciones vecinas y occidentales y la modernización. Entre los edificios más destacados del país figuran pagodas, estupas y templos budistas, edificios coloniales británicos y renovaciones y estructuras modernas. La arquitectura tradicional de Birmania se utiliza principalmente para el culto, la peregrinación, el almacenamiento de reliquias budistas, el activismo político y el turismo.
Gran parte de la arquitectura de Birmania está vinculada a la antigua cultura india y se remonta a los primeros habitantes conocidos del país. Durante el periodo Pyu, se construyeron estupas cilíndricas con cuatro arcos, a menudo con un hti (paraguas) en la parte superior.

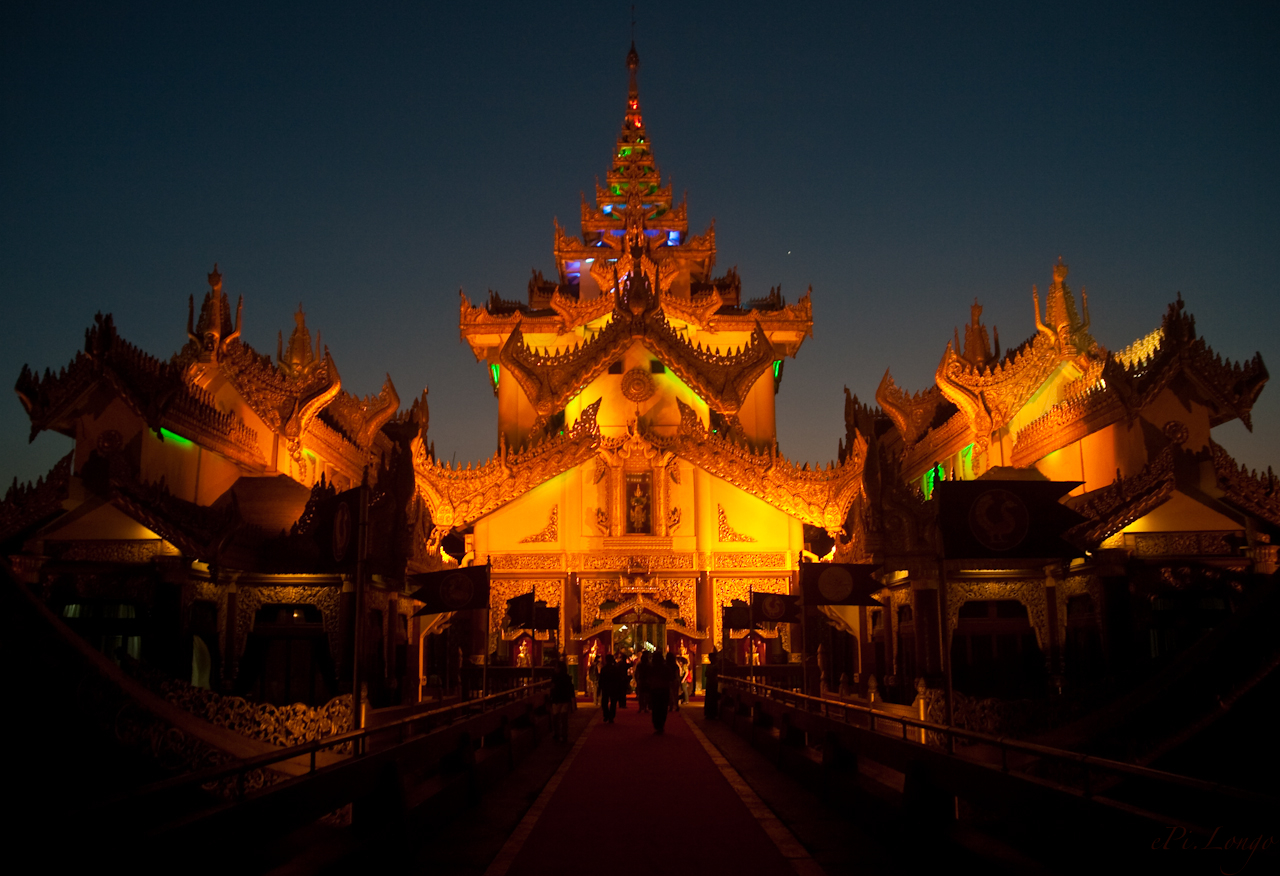
El Palacio de Kandawgyi

Los mon y los pyu fueron los dos primeros grupos influyentes que emigraron a Birmania y los primeros adeptos indochinos del budismo theravada. Beikthano, uno de los primeros centros pyu, contiene cimientos urbanísticos que incluyen un monasterio y estructuras similares a estupas. Estas estupas Pyu, las primeras fundaciones indias en Birmania, se construyeron entre el 200 a. C. y el 100 d. C. y a veces se utilizaban para enterramientos. Las primeras estupas, templos y pagodas están rematadas con htis y remates o agujas que simbolizan la trascendencia del budismo Theravada.
En el siglo IX, los birmanos establecieron un reino centrado en Bagan. En el siglo XI, el rey Anawrahta unificó la región del valle del Irrawaddy y fundó el Imperio Pagan. Bagan, con más de 10.000 estupas y pagodas de ladrillo rojo de Birmania, se había convertido en un centro de arquitectura budista a mediados del siglo XII. Durante este periodo, las estupas de estilo Pyu se transformaron en monumentos con reminiscencias de cuencos de limosnas o cúpulas en forma de calabaza, ladrillo sin cocer, tejados cónicos y ascendentes, nichos de Buda, arcos polilobulados y portales ornamentales influidos por el Imperio Pala de la India y sus monumentos. El estuco fue muy utilizado en Bagan, especialmente por el pueblo Mon. Los elementos de estuco de las estructuras de Bagan incluyen guirnaldas, llamas o rayos de sol, plumas de cola de pavo real y criaturas míticas.

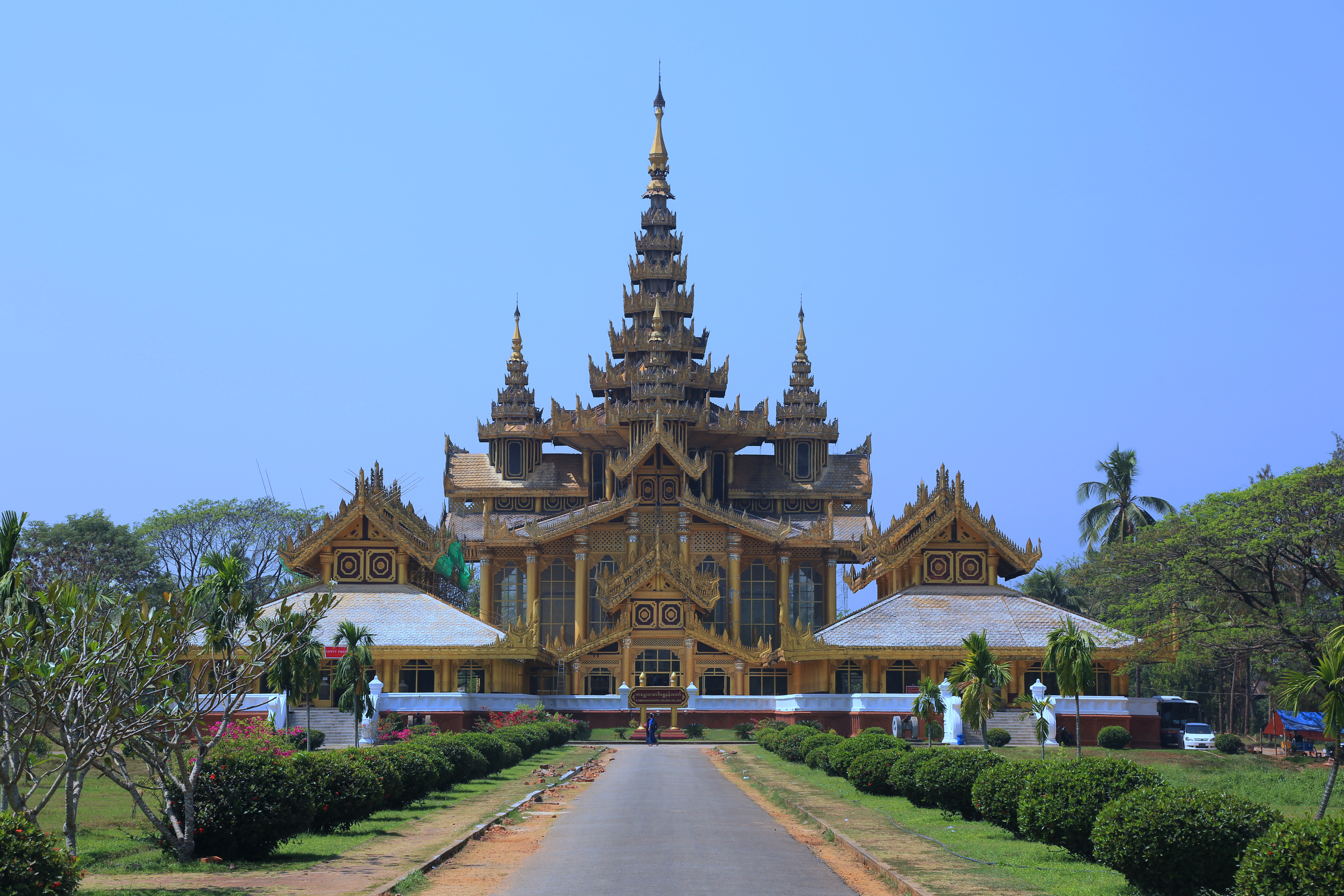
Palacio de Kanbawzathadi (ကမ္ဘောဇသာဒီ နန်းတော်) en Bago Birmania, construido para el Rey Bayinnaung in 1556

A finales de la década de 1880, Birmania formaba parte del Imperio británico, lo que marcó el comienzo de un periodo de arquitectura colonial. Rangún, se convirtió en una capital multiétnica. A medida que se construían grandes edificios coloniales por toda la ciudad, la agitación social en Birmania generaba manifestaciones nacionalistas y protestas anticoloniales.
El distrito central de negocios de Rangún, junto al río Rangún, contiene muchos edificios de la época colonial. Un ejemplo es el Edificio de los Ministros, construido en 1902 como edificio de la Secretaría para albergar la administración británica. Otros edificios del centro son el mercado Bogyoke (antiguo mercado Scott) y el hotel Strand, construido en 1896 por Aviet y Tigran Sarkie. Entre los edificios más destacados se encuentran el Ayuntamiento de Rangún, construido entre 1926 y 1936; la Aduana; el edificio del Tribunal Supremo (construido en 1914 y convertido en sede del Tribunal Supremo en 1962); el edificio de la Autoridad de Transporte Fluvial de 1920, y el antiguo edificio de la Autoridad de Transporte Fluvial de Birmania.

## Deporte
El chinlone es el deporte tradicional de Birmania, una combinación entre deporte de balón y baile, aunque sin contrincante, sin embargo, el fútbol es el deporte más popular en Birmania.
El fútbol fue introducido en Birmania, por los colonialistas británicos en la década de 1880, cuando el explorador James George Scott organizó un partido entre británicos y birmanos en el municipio de Lanmadaw. El fútbol se hizo rápidamente muy popular en todo el país. Tanto es así que, en la década de 1920, los birmanos empezaron a difundir este deporte por Asia Oriental. U Kyaw Din, un birmano nacido en 1900, escribió uno de los primeros libros sobre este deporte y lo promovió con tanto éxito en Japón que, en 2007, pasó a formar parte del salón de la fama del fútbol japonés a título póstumo.
Según se informa, en septiembre de 1926 se organizó el primer partido de fútbol femenino para recaudar fondos para una organización benéfica.
La Federación de Fútbol de Birmania (MFF) es el órgano rector del fútbol en Birmania. Se fundó en 1947 con el nombre de Federación Birmana de Fútbol y desde entonces rige el fútbol masculino y desde 1995 el femenino.

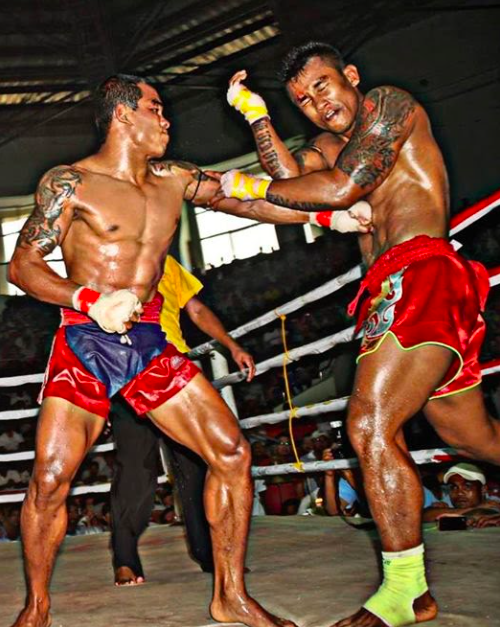
Combate de Boxeo Birmano (Lethwei) en el estadio Thein Phyu de Rangún

La MFF ingresó en la FIFA en 1952 y en la AFC en 1954.
La liga de fútbol femenino más importante del país es la Liga femenil de Birmania. La máxima categoría del fútbol masculino es la Liga Nacional de Birmania. La segunda división se denomina MNL-2
Actualmente no hay ningún torneo de copa femenino en Birmania. La Copa masculina lleva el nombre de General Aung San.
El Lethwei, o boxeo birmano, es un deporte de combate de contacto total originario de Birmania en el que se golpea de pie, incluidos los cabezazos. El Lethwei está considerado como una de las artes marciales más brutales del mundo, ya que se practica sin guantes y sólo con cinta adhesiva y gasas, mientras que los luchadores pueden golpear con los puños, los codos, las rodillas y los pies, y también está permitido el uso de los cabezazos.
Los golpes en la cabeza, prohibidos en la mayoría de los deportes de combate, son armas importantes en el arsenal de un luchador de Lethwei, lo que ha dado al Lethwei el nombre de "Arte de las nueve extremidades", que combinado con su naturaleza de combate sin guantes ha hecho que el Lethwei tenga fama de ser una de las artes marciales más sangrientas y violentas. La gran mayoría de los luchadores de Lethwei proceden de la etnia Karen.